# 札幌テレビ放送
札幌テレビ放送株式会社（さっぽろテレビほうそう、英: The Sapporo Television Broadcasting Co.,Ltd.）は、 読売中京FSホールディングス（FYCS）の連結子会社で、北海道を放送対象地域としたテレビジョン放送事業を行っている特定地上基幹放送事業者である。略称はSTV、通称は札幌テレビ。コールサインはJOKX-DTV。

## 事業所
- 本社・札幌放送局：北海道札幌市中央区北1条西8丁目1番1号（〒060-8705）
- 旭川放送局：北海道旭川市東旭川北2条6丁目1番2号（〒078-8252）
- 苫小牧・室蘭放送局：北海道苫小牧市表町2丁目1番14号 王子不動産第3ビル内（〒053-0022）※送信所は室蘭市に設置されている[6]。
- 函館放送局：北海道函館市美原1丁目48番5号（〒041-0806）
- 釧路放送局：北海道釧路市緑ヶ岡1丁目10番24号（〒085-0814）
- 帯広放送局：北海道帯広市西3条南9丁目2番地 セントラル十勝ビル6階（〒080-0013）
- 北見放送局：北海道北見市大通西4丁目4番1号 住友生命北見ビル内（〒090-0040）
- 東京支社：東京都中央区銀座5丁目15番8号 時事通信ビル13階（〒104-0061）
- 大阪支社：大阪府大阪市北区堂島浜1丁目14番16号 アクア堂島西館12階（〒530-0004）

## 概要

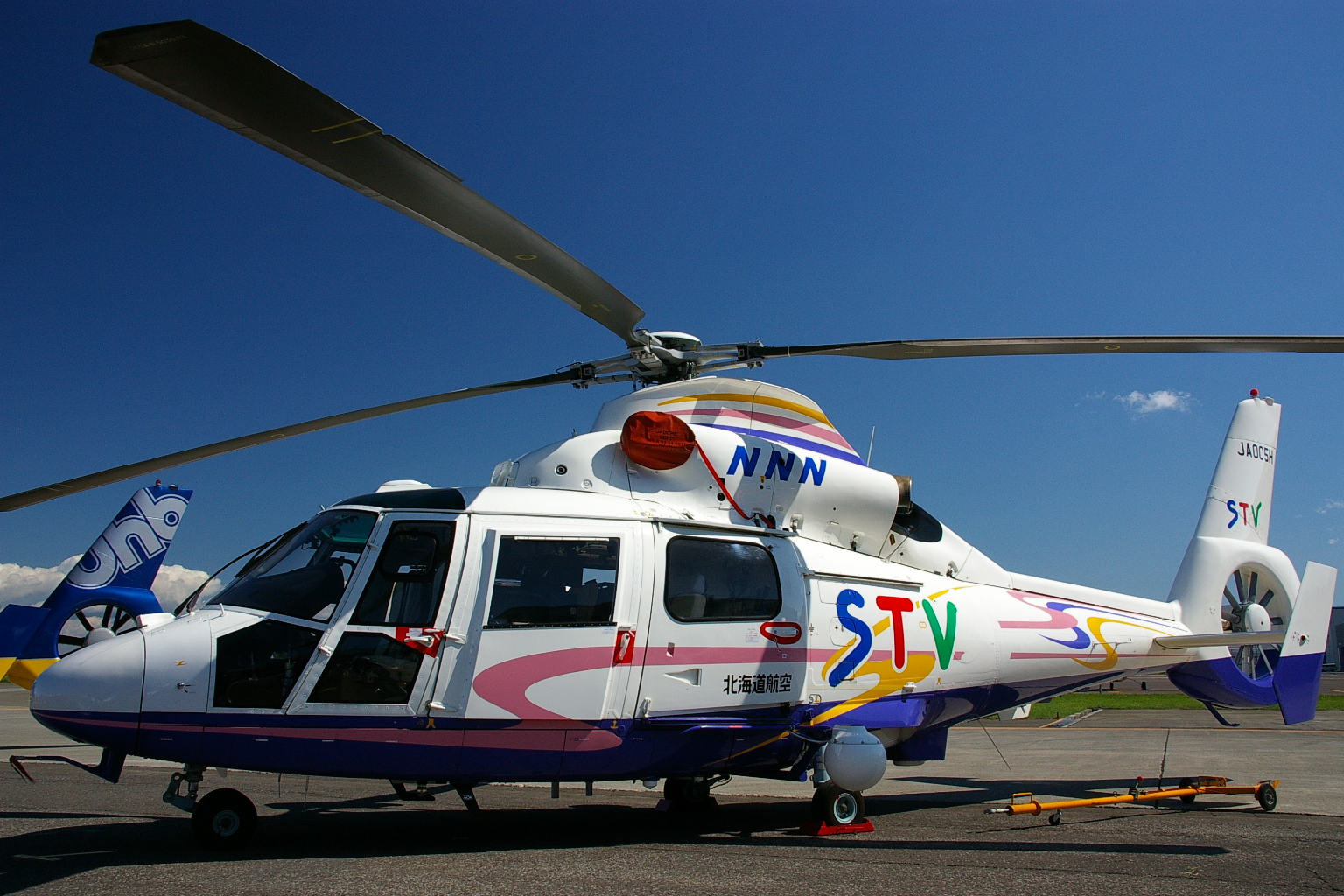
取材ヘリ（ユーロコプタードーファン）
北海道航空が運航

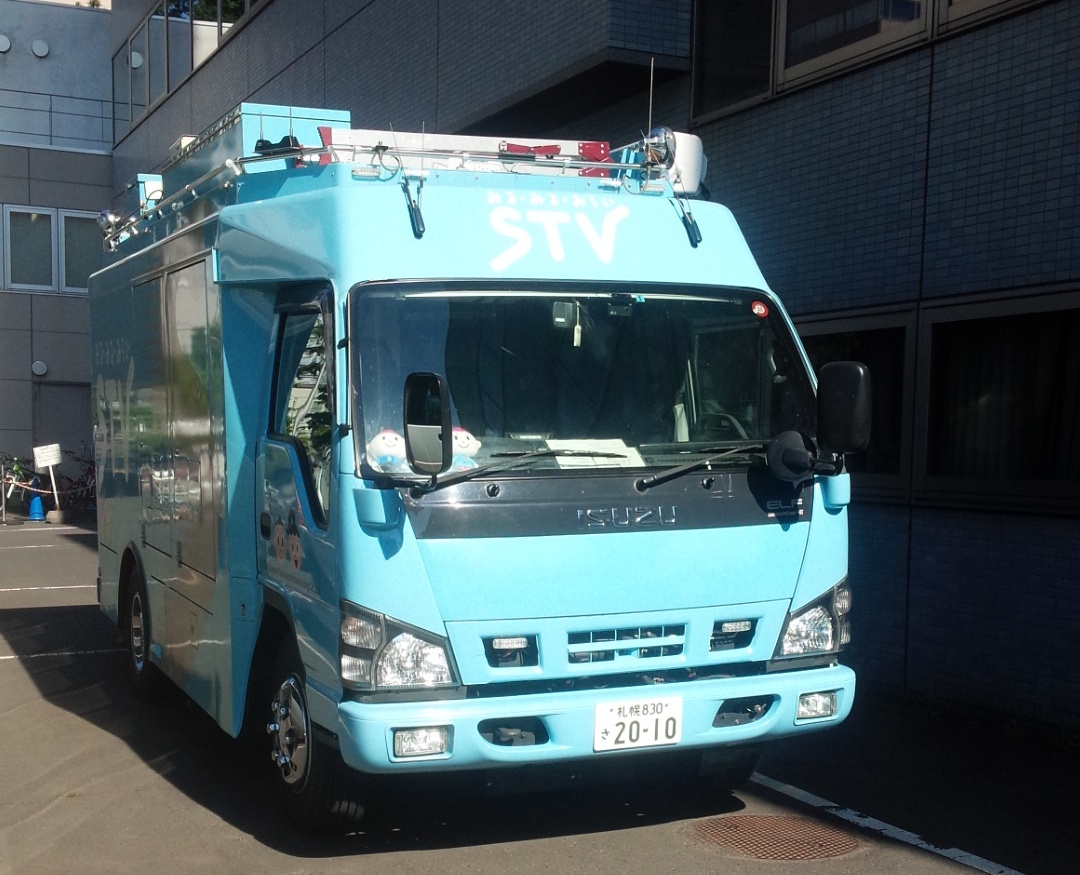
札幌テレビ放送（STV）中継車

開局当初はテレビ単営局であったが1962年（昭和37年）12月15日よりAMラジオ放送も開始し、日本で唯一「テレビが先行開局し、その後ラジオ放送を開始したラジオ・テレビ兼営局」となった。ただし2005年（平成17年）にラジオ部門を分社化し、ラジオ放送免許を株式会社STVラジオに継承させたため、現在STV単体としてはテレビ単営局に戻っている（詳細は後述）。本社屋は道内のテレビ局の社屋としては現時点で最古のものとされる。これは北海道テレビが2018年（平成30年）、北海道放送が2020年（令和2年）、NHK札幌放送局が2021年（令和3年）に相次いで新社屋に移転したためである。
マスコットキャラクターは「どさんこくん」（2018年（平成30年）1月1日 - ）、キャッチフレーズは「どんどんどさんこ」。

### 視聴率
テレビ視聴率は1992年度から全日（6 - 24時）で31年連続首位。これは全国民放最長の記録。1993年（平成5年）から2004年（平成16年）まで4冠を続けていたが、2005年（平成17年）、2006年（平成18年）、そして2007年（平成19年）の年間視聴率ではUHBにゴールデンタイムとプライムタイムの2冠を奪われて視聴率4冠を逃した。また2006年（平成18年）7月には、月間視聴率でもUHBに全日・ゴールデン・プライムの3冠を奪われたため、月間全日視聴率首位の記録は153か月（1993年（平成5年）10月 - 2006年（平成18年）6月）で止まった。
2008年（平成20年）からは再び4冠に返り咲き、2023年（令和5年）まで世帯視聴率で16年連続3冠を獲得している。個人視聴率でも3年連続3冠を獲得している。
2023年度は、個人視聴率では4年連続、世帯視聴率は16年連続、全日の個人視聴率は先述の通り32年連続首位。文字通り北海道で最も見られているテレビ局である。
2024年（令和6年）は、年度視聴率上期でHTBに全日・ゴールデン・プライムの世帯視聴率で3冠を奪われたほか年間視聴率でも同じくHTBに全日・ゴールデン・プライム・ノンプライムの世帯視聴率で4冠を奪われた。年間全日視聴率の記録は31年（1992年（平成4年）- 2023年（令和5年））で止まった。

## 沿革

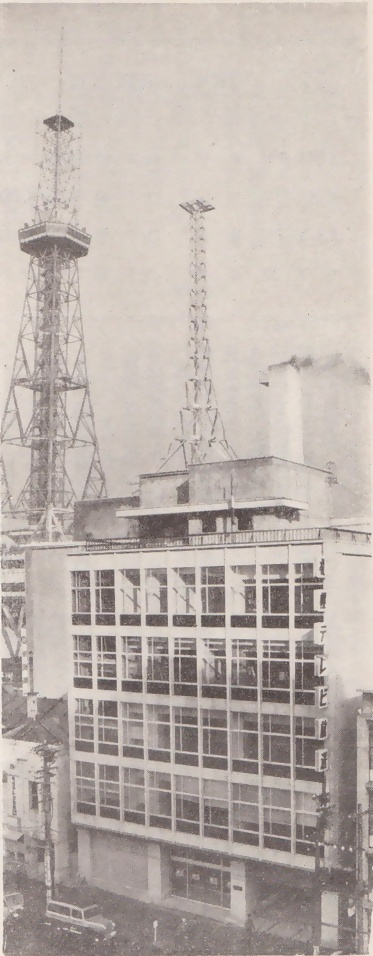
旧放送会館（1961年頃）

発端は北海道開発庁の諮問機関である北海道開発審議会での黒澤酉蔵議長（北海道製酪販売組合連合会（酪連。現在の雪印メグミルク）創業者。当時北海タイムス会長）、菊地吉治郎特別委員（当時北海タイムス社長。小樽新聞（読売新聞社が戦前道内で発行していた新聞）出身。札幌テレビで初代社長（ - 1961年（昭和36年）5月25日）、のち相談役（ - 1967年（昭和42年）5月26日）を歴任）、栗林徳一委員（栗林商会代表。札幌テレビで非常勤取締役を歴任（ - 1981年（昭和56年）12月27日））、萩原吉太郎（北炭社長）委員らの雑談であった。
北海道における民放テレビ第二波を巡っては1956年（昭和31年）春頃から複数社が申請を提出し、1957年（昭和32年）9月にチャンネルが割り当てられ、当時北海道新聞（道新）の対抗紙として発行されていた地方紙の北海タイムス（現在は廃刊）は、道新が北海道放送（HBC）と親密な関係であったことに対抗すべく、1954年にラジオ局「ラジオタイムス」の開設申請を行うも却下されていたこともありテレビ局開設を決意し、当初は「テレビタイムス」の局名で検討していたものの郵政省との折衝にあたり後に東京総局長となった竹田厳道の発案で「札幌テレビ放送」の局名に改めて免許を申請した。
一方、日本テレビも一企業による全国放送を行うべく、函館放送局、次いで札幌放送局の免許を申請。さらに産経新聞札幌支局を中心に真藤慎太郎（元日魯漁業（現・マルハニチロ）副社長）と結びついた一派「北海道テレビジョン放送」（北海テレビジョン）が免許を申請した他、北海道に進出していた東京急行電鉄と毎日新聞社が手を組み、栗林徳一や鹿内信隆（由仁町出身。当時フジテレビ専務取締役）とも結びついて「テレビ北海道」として免許を申請した。これらの各派を萩原が取りまとめて正式に「札幌テレビ放送」として一本化、札幌テレビ5・テレビ北海道3・北海テレビジョン1・日本テレビ1による資本割合の構成とする事とした。
このため、開局当初から日本テレビとの関係が強く、またフジテレビとの関係も深かった。ただし、当初は「準教育局」として免許されたことから、学校放送を放送するため日本教育テレビ（NETテレビ、現在のテレビ朝日）ともネットを結んだ。創立事務局長は大輪武治北炭財務課長が務めた。

### ラテ兼営時代
※ 沿革｜企業情報｜STV札幌テレビ（外部サイト）
※ 沿革｜STVラジオ（外部サイト）
- 1957年（昭和32年）
  - 3月25日 - 北海タイムス社内に設立準備委員会設置[22]。
  - 4月15日 - アナログテレビ放送免許申請[22][23]。
  - 10月22日 - アナログテレビ放送の予備免許交付[23][24]。
- 1958年（昭和33年）
  - 4月8日 - 会社設立[25]
  - 8月19日 - 本社を北海タイムス本社内から放送会館予定地に隣接する木造2階建ての日本電池札幌支店旧店舗に移転、同月25日に移転登記を完了。当初の局舎はその狭さから「トリ小屋」とも呼ばれていた。[26][27]
  - 9月8日 - 東京支社を開設。[28]
  - 10月1日 - 大阪支社を開設。[28]
- 1959年（昭和34年）
  - 2月 - 仮社屋放送設備竣工[29]。
  - 3月6日 - アナログテレビ放送の試験電波発射を開始（毎日午前11時～12時半の1時間半）[30]。
  - 3月上旬 - 初のテレビ中継車を導入[30]。
  - 3月12か13日 - 郵政省北海道電波管理局の落成検査が開始（同月16日まで）[注 3][31]。
  - 3月14日 - 試験電波の時間を、毎日9時半から17時までに延長[30]。
  - 3月16日 - 郵政省の落成検査に合格、同時にアナログテレビ放送の本免許が交付される[23][31]。
  - 3月20日 - 試験放送を開始[注 4][32]。
  - 3月21日 - 自社初の実験番組座談会『STVに望む』を、札幌市民会館から、導入したテレビ中継車を使って初中継生放送[32]。
  - 3月24日 - 自社制作初のバラエティーショー『ワンワンコンクール』を、札幌市民会館から生中継[30]。
  - 3月25日 - 試験放送をサービス放送に切り替える[30]。
  - 4月1日 - 午前10時、アナログテレビ放送（コールサイン：札幌JOKX-TV）開局、本放送開始。[33]。
午前中の学校放送は日本教育テレビから、午後の教養・娯楽番組を日本テレビからネット[21]。
第一声は「JOKX-TV、こちらは札幌テレビ放送です。4月1日水曜日、只今午前10時です。これからテストパターンをお送りします。どうぞ、お宅の受像機をこれにあわせて調整してください。」[34]
  - 6月24日 - 旧放送会館着工[35]。
  - 11月16日 - 中島公園のNHK札幌中央放送局旧局舎内に仮スタジオを開設[36]。
- 1960年（昭和35年）
  - 7月1日 - 主調整室など技術部門を旧放送会館に移転[37]。
  - 9月1日 - 早朝放送を開始[38]。
  - 12月24日 - 旧放送会館完全運用開始（南1条西1丁目）[39]。
- 1961年（昭和36年）
  - 2月17日 - 【ラジオ】札幌放送局で中波放送（AM）予備免許を申請[40]。
  - 4月 - 日本教育テレビの午前中の学校放送ネットがHBCに移行[41]。
- 1962年（昭和37年）
  - 7月10日 - 【ラジオ】札幌放送局予備免許取得[42]。
  - 8月 - 【ラジオ】札幌市新琴似に初代札幌送信所着工[43]。
  - 12月10日 - 【ラジオ】試験電波発射開始[43]。
  - 12月15日 - 【ラジオ】全国49番目、北海道で2番目の民間ラジオ放送局としてAMラジオの本放送を開始。第一声は「JOWF、こちらはSTVラジオ放送です。周波数1,460キロサイクルでお送りしております。みなさまのSTVラジオ放送が今日から開局しました。」[44]
- 1964年（昭和39年）
  - 2月13日 - 【ラジオ】函館放送局を開局。
  - 2月26日 - 【ラジオ】旭川放送局を開局。
  - 2月28日 - 【ラジオ】帯広放送局を開局。
- 1965年（昭和40年）5月 - 【ラジオ】NRNに加盟[45]。
- 1966年（昭和41年）
  - 3月20日 - 【テレビ】札幌放送局でカラー放送開始（道内全域での放送開始は1968年）[46]。
  - 4月 - 【テレビ】NNNに加盟[47]。
- 1967年（昭和42年）
  - 11月1日 - 【テレビ】準教育局を廃止、総合一般局に転換[48]。
  - 12月 - 【テレビ】ハイバンドの2インチカラーVTRを2台導入、稼働開始[注 5][49]
- 1969年（昭和44年）
  - 1月15日 - 【テレビ】札幌放送局の親局送信所をさっぽろテレビ塔から手稲山に移設。これにより、札幌親局送信所は全局手稲山に一本化された[50]。
  - 春 - ローカルニュース及び報道取材がカラー化[51]。
  - 6月 - 新放送会館着工[52]。
  - 10月1日 - 【テレビ】FNSに加盟[50]。
- 1970年（昭和45年）
  - 7月1日 - 【ラジオ】終夜放送を開始。
  - 12月20日 - 新放送会館竣工[53]。
- 1971年（昭和46年）
  - 2月22日 - 新放送会館からの放送を開始[52]。
  - 5月 - 【テレビ】EDPSテレビ運行システム運用開始。
  - 11月1日 - 【ラジオ】札幌放送局が江別市角山に移転[54]、50kWに増力[55]、あわせて周波数も1460kHzから1440kHzに変更。
- 1972年（昭和47年）
  - 3月 - 毎日新聞・フジテレビ系役員が退陣。代わりに読売新聞・日本テレビ系の役員を選出[56]。
  - 4月 - 【テレビ】北海道文化放送（FNN系列）の開局に伴い、日本テレビ系のフルネット局になる（これによりFNSから脱退）[56]。
  - 8月 - 【ラジオ】初のイベントとして第1回「STVラジオ夏まつり」開催[56]。
- 1973年（昭和48年）
  - 1月 - 【テレビ】生情報番組『2時のワイドショー』放送開始。
  - 8月15日 - 【ラジオ】「ランラン1号」運用開始。
- 1976年（昭和51年）
  - 10月 - 【テレビ】坂本九司会の福祉番組『ふれあい広場・サンデー九』放送開始。
  - 11月11日 - 【ラジオ】室蘭放送局、釧路放送局、北見放送局、名寄中継局を開局。
- 1977年（昭和52年）10月1日 - 【テレビ】日本初のテレビCM自動編集送出システム運用開始[57]。
- 1979年（昭和54年）
  - 3月 - 【テレビ】朝の大型情報番組『ズームイン!!朝!』放送開始。
  - 7月1日 - 【テレビ】札幌放送局で音声多重放送開始（北海道初。当初、ネット回線受けによるステレオ放送は対象外）[注 6][58]。
  - 12月21日 - 【テレビ】前日に、電電公社のマイクロ同時ネット回線の、ステレオ化工事を含む全国音声多重化が完了した[59]のを受け、この日の日本テレビからのネット番組「金曜娯楽館」から、札幌放送局で、ネット受けによるステレオ放送を開始する[60]。
- 1982年（昭和57年）
  - 4月 - 【テレビ】テレビ営業運行オンラインシステム運用開始。夕方のローカルワイドニュース『STVニュースToday』放送開始。
  - 12月 - 【テレビ】テレビニュースライブラリーシステム運用開始。
- 1983年（昭和58年）
  - 3月 - 【ラジオ】ラジオオーディオファイル運用開始。
  - 4月9日 - 【ラジオ】ワイド番組『ウイークエンドバラエティ 日高晤郎ショー』放送開始。
- 1984年（昭和59年）
  - 8月30日 - 【ラジオ】根室中継局を開局。
  - 10月3日 - 【ラジオ】留萌中継局を開局。
- 1986年（昭和61年）11月6日 - 【ラジオ】稚内中継局を開局。
- 1988年（昭和63年）11月 - ボストンWBZ局と姉妹局提携調印。
- 1989年（平成元年）
  - 1月 - 瀋陽電視台と友好局提携調印。
  - 7月 - SNG基地局・車載局運用開始。
  - 8月 - 【テレビ】クリアビジョン放送開始。
  - 10月 - 【テレビ】『日高晤郎のスーパーサンデー』放送開始。
- 1990年（平成2年）4月 - 【テレビ】早朝ワイド番組『朝6生ワイド』放送開始。
- 1991年（平成3年）
  - 6月 - 【テレビ】新CMバンクシステム運用開始。
  - 10月7日 - 【テレビ】夕方の大型生情報番組『どさんこワイド120』放送開始。
  - 10月16日 - 【ラジオ】江差中継局、北桧山中継局を開局。
- 1994年（平成6年）
  - 局キャラクターにムササビを模した「スティービー」を採用[61]。
  - 8月 - 別館「STVアネックス」竣工。「STVアネックス」が建設されるまでこの場所には社員専用の体育館があった。
- 1995年（平成7年）
  - 1月 - 【ラジオ】「Vスタジオ」運用開始。
  - 3月 - 青森市に東北支局開設[62]（現在は仙台市青葉区へ移転）。
  - 4月 - 【ラジオ】旭川・函館・室蘭・網走・帯広・釧路の各送信所出力を増力[注 7][63]。
- 1996年（平成8年）
  - 1月 - 公式ウェブサイト開設。
  - 10月 - 【ラジオ】札幌放送局でAMステレオ放送開始。
- 1998年（平成10年）
  - 1月[64] - 「スティービー」に代わるキャラクターとして「となりのサッちゃん」登場[65]、スティービーの妹分として若者向けのデザインとした[64]。
  - 4月 - 【テレビ】自社制作の全国放送番組『号外!!爆笑大問題』放送開始。
  - 9月 - ベルリン支局開設。
  - 9月29日 - 【ラジオ】遠別中継局を開局。
- 1999年（平成11年）
  - 4月 - 【ラジオ】『アタックヤング』を『アタヤンプッシュ』、『ドライビングパートナーホットライン』を『ホットラインまっちょ』、『ときめきワイド』を『ときめきワイド喜瀬ひろしの電波中年』、『スーパーランキング』を『ラジオクリックiしてる』とするなど大規模な改編を実施。
- 2000年（平成12年）
  - 1月 - 局キャラクターが「スピカちゃん」になる。この時に略称ロゴも現在のものに変わった[66]。
  - 1月 - 【テレビ】バラエティ番組『1×8いこうよ!』放送開始。
  - 4月 - 札幌メディアパークSpicaグランドオープン。
  - 9月 - 「株式会社チャンネル北海道」を設立、北海道情報を発信することを目的に110度CSデジタル放送の許可申請を提出するも却下される[67]。
- 2001年（平成13年）10月 - 【テレビ】日曜朝の生情報番組『どさんこサンデー』放送開始。
- 2002年（平成14年）
  - 10月 - 【テレビ】『サンデー!北のなるほ堂』放送開始。
  - 12月14日・15日 - 【ラジオ】放送開始40周年記念番組として、40時間の長時間番組を放送[68]。
- 2005年（平成17年）
  - 7月12日 - 【ラジオ】「株式会社STVラジオ」設立。
  - 8月 - 【テレビ】ニュース情報センター「D・Tera・S」竣工。
  - 10月1日 - 【ラジオ】ラジオ部門を株式会社STVラジオに譲渡、株式会社STVラジオとしての放送開始。

### ラジオ分社後
※これ以降はテレビについての出来事のみ記述する。
- 2005年（平成17年）
  - 10月 - 『D!アンビシャス』放送開始。2013年3月25日放送終了。
- 2006年（平成18年）
  - 3月4日 - 主調整室（マスター）設備を地上デジタル対応のものに更新（NEC製）[69]。
  - 3月31日 - HD対応大型中継車（新第1中継車）導入[69]。
  - 6月 - 札幌放送局で地上デジタルテレビジョン放送、ワンセグ放送の本放送開始[70]。
- 2007年（平成19年）
  - 7月4日 - 『ブギウギ専務』放送開始。2024年3月29日レギュラー放送終了。
  - 10月1日 - 函館放送局・旭川放送局・帯広放送局・釧路放送局・北見放送局（網走）・室蘭放送局で地上デジタル放送開始[71]。
- 2008年（平成20年）
  - 新しい局キャラクターとして「ファイビー&ファイニー」登場[72]。
  - 3月31日 - 札幌メディアパークSpica閉館[73]。
- 2011年（平成23年）
  - 3月28日 - 『どさんこワイド朝』放送開始。
  - 7月24日 - 地上アナログ放送終了。地上デジタル放送に完全移行する。
- 2012年（平成24年）
  - 4月8日 - 『マハトマパンチ』放送開始。2013年3月31日放送終了。
- 2013年（平成25年）
  - 5月5日 - 『ひまの湯』放送開始。2014年3月30日放送終了。
- 2014年（平成26年）
  - 4月6日 - 『熱烈!ホットサンド!』放送開始。2021年3月27日放送終了。
- 2017年（平成29年）
  - 4月29日 - 『見たい!知りたい!北海道』放送開始。2019年3月29日放送終了。
- 2021年（令和3年）
  - 3月7日 - 主調整室（マスター）設備を更新[74]。
  - 4月3日 - 『ハレバレティモンディ』放送開始。2024年3月28日放送終了。
- 2022年（令和4年）
  - 4月1日 - 北見放送局を廃止し、旭川放送局に業務を移管[75]。
- 2023年（令和5年）
  - 4月8日 - 『どさんこWEEKEND』放送開始。
- 2024年（令和6年）
  - 4月1日 - 『STVストレイトニュース11』放送開始。
  - 4月7日 - 『道産人間オズブラウン』放送開始。
- 2025年（令和7年）
  - 4月1日 - 自社と讀賣テレビ放送・中京テレビ放送・福岡放送が統合し、読売中京FSホールディングス（FYCSHD）が発足し同HDの傘下となる[76][77]。
  - 5月 - NHK札幌放送局と北海道内の他の民放テレビ3局（北海道放送、北海道テレビ、北海道文化放送）との間で、災害時における各局のヘリコプター取材映像を共有することで合意[78][79]。

## ネットワークの変遷
- 1959年（昭和34年）
  - 4月1日 - 開局。一般番組は日本テレビを中心に、教育番組をNETテレビから受けることと定めた[注 8]。
  - 12月1日 - 北海道放送（HBC）より日本テレビとYTV制作の番組が完全移行。引き換えにラジオ東京制作番組のほとんどがHBCに移行。
- 1962年（昭和37年）
  - 4月1日 - HBCとNETテレビ制作番組を交換。教育番組と一部の一般番組をHBCへ移行。引き換えに一般番組を移行させた。フジテレビ制作番組もHBCから一部移行。この時点で編成的には日本テレビとフジテレビのクロスネット状態になる。
- 1964年（昭和39年）
  - 10月1日 - FNSの前身である7都市幹線ネットワークに参加。正式に日本テレビとフジテレビのクロスネット局に。
- 1966年（昭和41年）
  - 4月1日 - HBCからフジテレビ制作番組が完全移行。同時にニュースネットワークNNNに加盟。ニュースは日本テレビフルネットと定める。
- 1969年（昭和44年）
  - 4月1日 - NETテレビ制作番組が北海道テレビ放送（HTB）に完全移行[注 9]。ただし、MBS制作番組は一部残る。
  - 10月1日 - FNSに加盟[注 10]。
- 1972年（昭和47年）
  - 3月31日 - FNSを脱退。
  - 6月14日 - NNS発足に参加。
  - 10月1日 - フジテレビ制作番組が北海道文化放送（UHB）に完全移行し、日本テレビ系列のフルネット局となる[注 11]。
- 1975年（昭和50年）
  - 3月31日 - いわゆる「大阪腸捻転」解消のため、MBS制作番組がHBCに完全移行。

## クロスネット時代の編成
1964年10月に「7都市幹線ネットワーク」へ参加してから、1972年4月にUHBが開局するまでの間は日本テレビとフジテレビのクロスネット局であった。しかしニュースネットワークは日本テレビ系のNNNのみに所属し、フジテレビ系のFNNには加盟しなかった。フジサンケイグループはSTVとの上位の資本関係はなかった一方、役員は派遣していた。
ニュース番組に限っては全て日本テレビ制作のニュース番組となっていた。このため、フジテレビは札幌支局を開設し、ニュース取材のみを別に受け持っていた。通常、FNNのニュース取材用支局は系列局がないエリアをカバーするために設置されるが、系列局がありながらニュース取材のみ別対応となっていたのは札幌支局が唯一の例となった。1972年にFNN・FNSフルネット局のUHBが開局したため、フジテレビ札幌支局は撤退した。
一般番組は双方のキー局から番組供給を受けて編成を組んだため、ゴールデンタイム・プライムタイムでも遅れネットの割合が比較的高かった。
平日20時から放送していたフジテレビ系ナイター中継の兼ね合いなどからゴールデン・プライムの編成は火曜日と木曜日がフジテレビ。土日は日本テレビ。月曜日はややフジテレビ寄り。水曜日はフジテレビと日本テレビで折半。金曜日はやや日本テレビ寄りであった。土曜の日中は大半がフジテレビ。日曜の日中は12時15分からの「ズバリ!当てましょう」以外は日本テレビ中心で編成が組まれていた。ゴールデンで放送できない30分番組は主に平日18時 - 18時30分に放送。深夜帯は「11PM」が放送された後、フジテレビ系の遅れ番組というパターンが多かった。ゴールデンとプライムの編成比率は日本テレビ系がやや上回っていたものの、平日の帯番組はフジテレビ系の番組が多く放送されていた。
平日の日本テレビ製作番組は『おはよう!こどもショー』『ロンパールーム」『お昼のワイドショー」「夕方15分アニメ枠」『お笑いネットワーク（読売テレビ制作）」『ごちそうさま」など。フジテレビ製作番組は『小川宏ショー』「東海テレビ制作昼の帯ドラマ」「ライオン奥様劇場」「タワーバラエティ」『3時のあなた』など。平日の帯番組はフジテレビの比率が高めであった。
UHB開局の際、フジテレビ制作番組のうち『3時のあなた』「江崎グリコ枠」『キンカン素人民謡名人戦』『ナショナルエレック料理教室』（関西テレビ制作）といった大型スポンサーがついた番組は、UHF対応テレビの普及率の低さを考慮してVHF波からUHF波のUHBに移すことをスポンサーサイドが延期させたため、引き続きSTVで放送したり、STVとUHBの並行放送とした例もある。ただしUHBは札幌オリンピックを見据え、正式開局前である1972年1月14日からサービス放送を始めるという異例の対応をしたため、『サザエさん』「タワーバラエティ」など1972年1月改編をもってSTVでの放送が打ち切りとなった番組もいくつか存在する。

### 日テレ・フジクロスネット末期（1972年1月）当時の18時台以降の番組編成
- ★ → 時差ネット
- ◆ → 遅れネット

|       | 月曜日                                 | 火曜日                                   | 水曜日                               | 木曜日                        | 金曜日                        | 土曜日                                 | 日曜日                        |
| 18:00 | ytv★ 特訓!グリグリ名人会               | 自社制作 ホクレン ファミリー・ボウリング | 日テレ★ ゴールデン・キックボクシング | フジ★ ミラーマン              | 日テレ★ ハッスル!外人No.1     | 日テレ★ スターボウリング               | ytv★ 巨泉のチャレンジクイズ   |
| 18:30 | 日テレ◆ 男どアホウ!甲子園              | 日テレ◆ 男どアホウ!甲子園                | 日テレ◆ 男どアホウ!甲子園            | 日テレ◆ 男どアホウ!甲子園     | 日テレ◆ 男どアホウ!甲子園     | 日テレ◆ 男どアホウ!甲子園              | 日テレ シャボン玉ホリデー     |
| 18:40 | 日テレ NNNニュース・天気予報           | 日テレ NNNニュース・天気予報             | 日テレ NNNニュース・天気予報         | 日テレ NNNニュース・天気予報  | 日テレ NNNニュース・天気予報  | 日テレ NNNニュース・天気予報           | 日テレ シャボン玉ホリデー     |
| 18:55 | 日テレ 国際ニュース                    | 日テレ 国際ニュース                      | 日テレ 国際ニュース                  | 日テレ 国際ニュース           | 日テレ 国際ニュース           | 日テレ 国際ニュース                    | 日テレ シャボン玉ホリデー     |
| 19:00 | 日テレ 正義を愛する者 月光仮面         | フジ 樫の木モック                        | フジ 国松さまのお通りだい            | フジ ゲゲゲの鬼太郎           | フジ コートにかける青春       | ytv 天才バカボン                       | 日テレ サンデーヒットパレード |
| 19:30 | ytv 全日本歌謡選手権                   | ytv◆ いじわるばあさん                    | 日テレ 新オバケのQ太郎               | 日テレ 底ぬけ脱線ゲーム       | 日テレ ハッチャキ!!マチャアキ | 日テレ さぼてんとマシュマロ            | ytv ルパン三世                |
| 20:00 | 日テレ NTV紅白歌のベストテン           | フジ おらんだ左近事件帖                  | 日テレ 気になる嫁さん                | フジ テレビグランドスペシャル | 日テレ 日本プロレス中継       | 日テレ 土曜映画招待席                  | 日テレ おれは男だ!            |
| 21:00 | 日テレ （月曜スター劇場） つくし誰の子 | フジ 歌謡スタジオ大作戦                  | 日テレ 特ダネ登場!?                  | フジ テレビグランドスペシャル | 日テレ （金曜劇場） 恋は初恋  | 日テレ 土曜映画招待席                  | 日テレ すばらしい世界旅行     |
| 21:30 | 日テレ （月曜スター劇場） つくし誰の子 | フジ ミュージックフェア'72               | フジ★ ラブラブショー                 | ytv 細うで繁盛記              | 日テレ （金曜劇場） 恋は初恋  | 日テレ （土曜グランド劇場） 3丁目4番地 | 日テレ 60分笑いっぱなし!!     |
| 22:00 | フジ 夜のヒットスタジオ                | 関テレ 江戸巷談 花の日本橋               | フジ★ 銭形平次                       | ytv 細うで繁盛記              | フジ★ どくとる親子奮闘記      | 日テレ （土曜グランド劇場） 3丁目4番地 | 日テレ 60分笑いっぱなし!!     |
| 22:30 | フジ 夜のヒットスタジオ                | 関テレ 江戸巷談 花の日本橋               | フジ★ 銭形平次                       | 日テレ★ ビッグイベントゴルフ  | フジ★ どくとる親子奮闘記      | 日テレ ノンフィクションアワー          | 日テレ★ 火曜日の女シリーズ    |
| 23:00 | 日テレ NNNきょうの出来事               | 日テレ NNNきょうの出来事                 | 日テレ NNNきょうの出来事             | 日テレ NNNきょうの出来事      | 日テレ NNNきょうの出来事      | トム・ジョーンズ・ショー               | 日テレ★ 火曜日の女シリーズ    |
| 23:10 | 日テレ 11PM（ - 0:10）                 | 日テレ 11PM（ - 0:10）                   | 日テレ 11PM（ - 0:10）               | 日テレ 11PM（ - 0:10）        | 日テレ 11PM（ - 0:10）        | トム・ジョーンズ・ショー               | 日テレ★ 火曜日の女シリーズ    |

## 資本構成

### 2025年4月1日
| 資本金      | 発行済株式総数 | 株主数 |
| ----------- | -------------- | ------ |
| 7億5000万円 | 3,000株        | 1      |

| 株主                       | 比率 |
| -------------------------- | ---- |
| 読売中京FSホールディングス | 100% |

### 過去の資本構成
企業・団体の名称、個人の肩書は当時のもの。出典：

## 主要取引銀行
- 北洋銀行
- 三井住友銀行
- 北海道銀行など

## 本社スタジオ

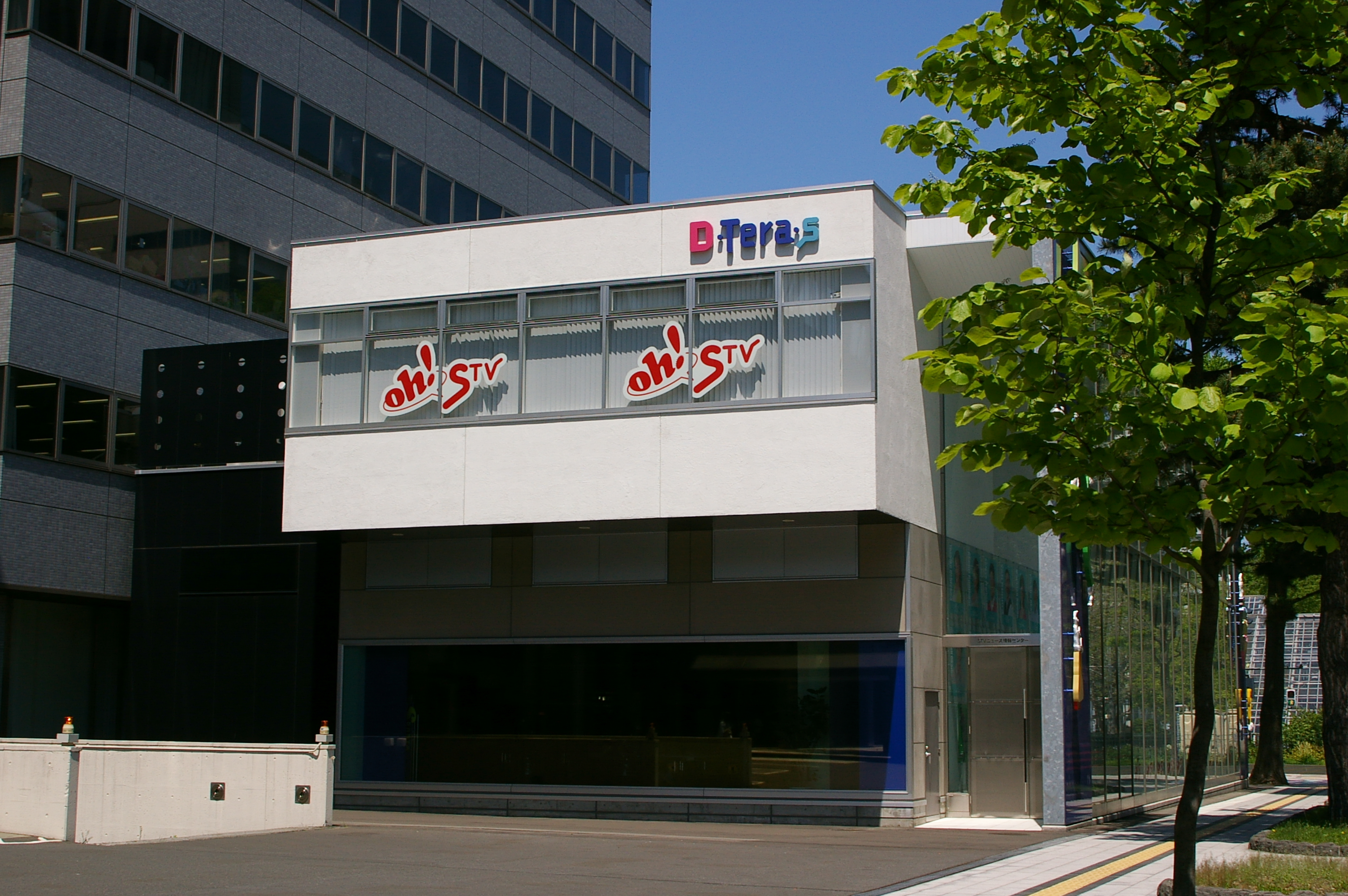
STVニュース情報センター「D・Tera・s」

- Tスタジオ（95坪）：「どさんこワイド179」等
- ニュース情報センター「D・Tera・s」（ディーテラス）（50坪）：「どさんこワイド179ニュース」・「どさんこワイド!!朝!」・「ストレイトニュース」等
  - 地上デジタル放送を控えた“ニュース報道基地”として本社横に建設され、2006年（平成18年）3月4日から本格稼働を開始した。建物は中2階を含む3フロア2階建て。ニューススタジオは日テレのマイスタジオを凌ぐ高さ3メートルの巨大なガラス張りで、当初は外の歩道から見学する事も可能だったが、現在は歩道に面した部分はアナウンサーの写真パネルを掲示しているため、外から中を見ることはできなくなった。一方で社屋の敷地内に面した部分はセットを建て込んでいるものの外が見えるスタイルを継続している。
  - 愛称は一般から公募されたもので、「D」は“どさんこ”と“デジタル”、「Tera・s」は光が降り注ぐ“テラス”のほかに、ニュースや情報に光を“照らす”という意味も込められている。
- 多目的スタジオ（元Nスタジオ）：Nスタジオ時代は『STVニュースToday』や開始当初の「朝6生ワイド」「どさんこワイド」などで使用。D・Tera・s竣工まではスタジオに隣接してニュースセンターがあり、「どさんこワイド」の18時台で使用。常設機材なし。

### 公開スタジオ

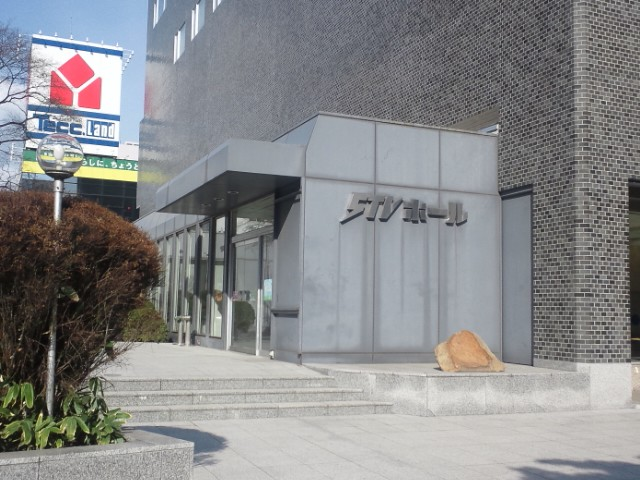
STVホール（入口）

- STVホール（ステージ65坪・客席数468席）：「ハッピーおとどけ隊」・「Sチョイス!」等

#### 過去に使用していた公開スタジオなど
- 札幌メディアパークSpica（最大客席数1809席）：2008年（平成20年）3月末で閉館
  - オープン型イベントホールであり、スタジオではなかった。
  - こけら落としは「笑点」の公開収録だった。

## 情報カメラ設置ポイント
STVでは情報カメラ（お天気カメラ）のことを「パノラマカメラ（パノカメ）」と呼んでいる。当初は札幌市の本社屋上のみの設置だったが、1990年（平成2年）に早朝の情報ワイド番組「朝6生ワイド」スタート時に函館、旭川、釧路の3都市のカメラを増設し、以降道内各地に設置していった。また、2006年（平成18年）6月1日からは一部地点でカメラと伝送機材をハイビジョン仕様に更新し、愛称を「スーパーパノカメ」に変更した。道内のほとんどのカメラがハイビジョンになったことから、2014年（平成26年）現在では、「スーパーパノカメ」の愛称は使用していない。また、ハイビジョン仕様でない箇所でも2010年（平成22年）7月以降、4:3標準画質を上下カットした16:9サイズにして放送している。なお、各地のカメラ映像はSTVのホームページでも静止画で見ることができるほか、朝の時間帯は「ZIP!」（5時台、6時台にはSTVから裏送りされることもある）を通じて道外でも視聴できる。なお、昼の時間帯については、東日本大震災発生直前まで、CS放送「日テレNEWS24」（生映像は12時20分頃のみ。他は“録画”映像）を通じて道外で視聴できた。
常設
- 札幌市
  - 中央区
    - STV放送会館屋上鉄塔（主にさっぽろテレビ塔方向や遠景を撮影）
    - JR北海道札幌駅（札幌医療リハビリ専門学校屋上）
    - 札幌大通公園（明治安田生命札幌大通ビル屋上）以前は道路を挟んだところにある「北海道銀行本店屋上」に設置されていたが、2023年10月に移転。
    - 大倉山ジャンプ競技場（山頂展望台・期間限定）

かつては厚別区大谷地にも設置されていた
- 函館市
  - 函館山（STVテレビ函館山送信所鉄塔）
- 小樽市
  - 色内1丁目（小樽運河・ホテルノルド小樽屋上）
- 旭川市
  - 9条通1丁目（リバーハイツ屋上）
- 室蘭市
  - 清水町1丁目（測量山展望台）
- 釧路市
  - 幣舞橋（特養老人ホームぬさまい屋上）以前は釧路川沿い、大町の道東経済センタービル屋上に設置されていた。
- 帯広市
  - 東1条北2丁目（十勝川・十勝大橋方向）
- 網走市
  - 北6条西1丁目（JA北海道厚生連 網走厚生病院屋上）以前は南6条東4丁目の旧網走市役所本庁舎屋上に設置されていた。
- 留萌市
  - 幸町1丁目（留萌市役所）
- 稚内市
  - 開基百年記念塔・北方記念館
- 紋別市
  - 紋別市役所
- 根室市
  - 花咲港付近（設置場所不明）
- 千歳市
  - 新千歳空港（ターミナルビル屋上と滑走路付近の2か所に設置）
- 北広島市
  - 北広島市役所（主にエスコンフィールド方向を撮影）
- 北斗市
  - 新函館北斗駅（駅近くに設置）
- 赤井川村
  - キロロリゾート・マウンテンセンター
- 江差町
  - 江差町公民館
- 礼文町
  - 礼文町役場
- 斜里町
  - ウトロ港（北こぶし知床 ホテル&リゾート）
- 浦河町
  - 浦河町役場（本庁舎屋上）

期間限定
- 札幌市
  - 中央区
    - 中島公園（札幌パークホテル屋上）
- 夕張市
  - 鹿の谷東丘町（JR北海道・鹿ノ谷駅裏）
- 壮瞥町
  - 洞爺湖（洞爺サンパレス屋上、北海道洞爺湖サミットに合わせ期間限定で設置。2008年（平成20年）7月10日稼動終了）

その他美瑛町やせたな町にも設置していた。
以下のイベント期間中は、臨時にカメラを設置する場合がある。
- 「さっぽろ雪まつり」
- 「YOSAKOIソーラン祭り」

など

## 放送技術概要、送信所・中継局等一覧

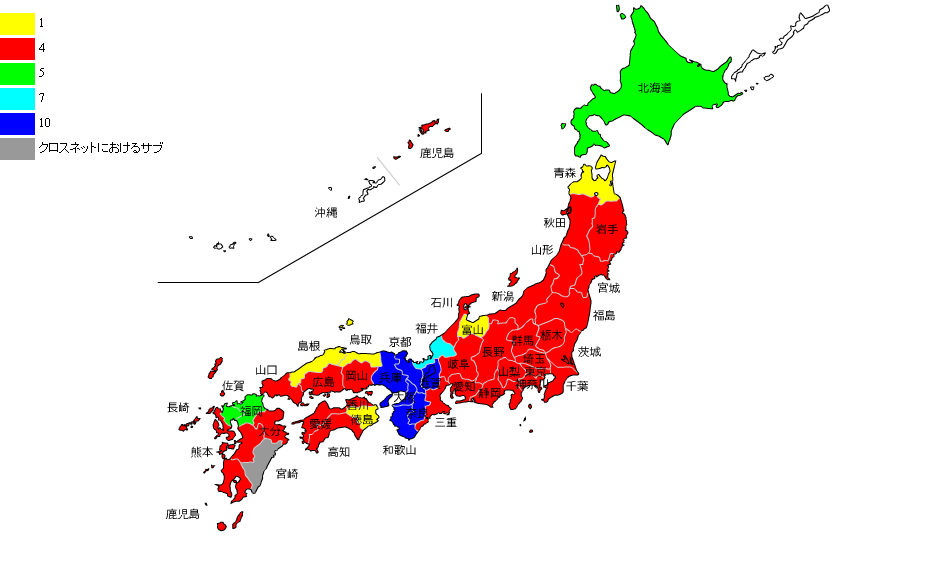
日本テレビ系列のリモコンキーID地図

### 地上デジタル放送のリモコンキーIDについて
地上デジタル放送のリモコンキーIDは、原則としてキー局の日本テレビをはじめ多くの日本テレビ系列局がほとんどが「4」に対して、STVは「4」ではなく自身のかつての札幌局（手稲山）のアナログ放送の親局のチャンネルで使用してきた「5」を使用している（「5」は原則として本来テレビ朝日系列局の番号だが、在札局では「5」を当局が使用しているため、系列局の北海道テレビが準キー局のABCテレビ、メ〜テレに合わせて「6」を使用している）。日本テレビ系列でリモコンキーID「5」を使用している局は、FYCSの連結子会社2局である当局と福岡放送のみとなっている。またデジタル放送のリモコンキーID「5」を使用するかつてのアナログ放送の親局のチャンネル同様のケースは他系列局は、当局とTBS系列のCBCテレビだけである。更に日本テレビ系列局でリモコンキーIDに「4」を使用していない局は、ほかに「1」の青森放送、北日本放送、日本海テレビ、四国放送（アナログ親局1chを踏襲）、「3」のテレビ宮崎（トリプルネット局）、「7」の福井放送（クロスネット局）、「10」の読売テレビ（アナログ親局10chを踏襲）がある。
また北海道ではリモコンキーID「4」はどこも使用していない（系列外で「4」はTBS系列の毎日放送とRKB毎日放送がアナログ親局4chを踏襲している）。

### 送信所・中継局
地上デジタル放送では、原則として親局は1社1局とされた（総務省が定めたコールサインの割り当て原則による）ため、札幌放送局を除く道内各放送局にはデジタル放送のコールサインが付与されず、札幌放送局管内の中継局扱いとなった。
2011年7月24日まで放送した地上アナログ放送では、札幌以外の各放送局にもコールサインが割り当てられていた。本項目では、札幌以外の各放送局が使用していたアナログ放送のコールサインを親局のみ記載する。
基幹送信所は函館送信所のみ局単独施設となっているほかはすべて共同使用となっており、中継局もすべて民放各局（一部はNHKも含む）と共同使用している。

#### 札幌放送局（JOKX-DTV）
放送エリア：石狩振興局全域・空知総合振興局（中部と南部）・後志総合振興局全域・胆振総合振興局（東部）・日高振興局全域
- 札幌（送信所：手稲山）[90]：21ch[5] 3kW（リモコンキーID：「5」）

送信所はHTBと共同使用で、2005年10月に完成。
中継局
- 宮の森：26ch 0.3W
- 円山：26ch 0.1W
- 山元：26ch 0.05W
- 定山渓：43ch 0.3W
- 藻岩下：26ch 0.3W
- 簾舞：44ch 0.3W
- 藻南：26ch 0.3W
- 西野：26ch 0.3W
- 宮の沢：33ch 0.3W（垂直偏波）
- 夕張清水沢：41ch 1W
- 夕張真谷地：41ch 0.01W
- 夕張新千代田：30ch 0.05W
- 歌志内：46ch 10W
- 芦別：21ch 3W（垂直偏波）
- 西芦別：36ch 0.3W
- 北芦別：26ch 3W
- 赤平：30ch 0.3W
- 上砂川：30ch 0.3W
- 由仁：39ch 0.05W
- 三笠幌内：41ch 0.01W
- 美唄我路：41ch 0.01W
- 小樽：33ch 50W
- 小樽桂岡：46ch 0.01W
- 小樽見晴：46ch 0.01W
- 古平：37ch 0.01W
- 余市：41ch 1W
- 仁木銀山都：36ch 1W
- 岩内：21ch 10W
- 寿都：36ch 1W
- 共和国富：43ch 0.1W
- ニセコ：21ch 5W
- 喜茂別：46ch 0.1W
- 南喜茂別：22ch 0.3W
- 南羊蹄：29ch 1W
- 黒松内：21ch 3W
- 赤井川：41ch 0.1W

#### 旭川放送局

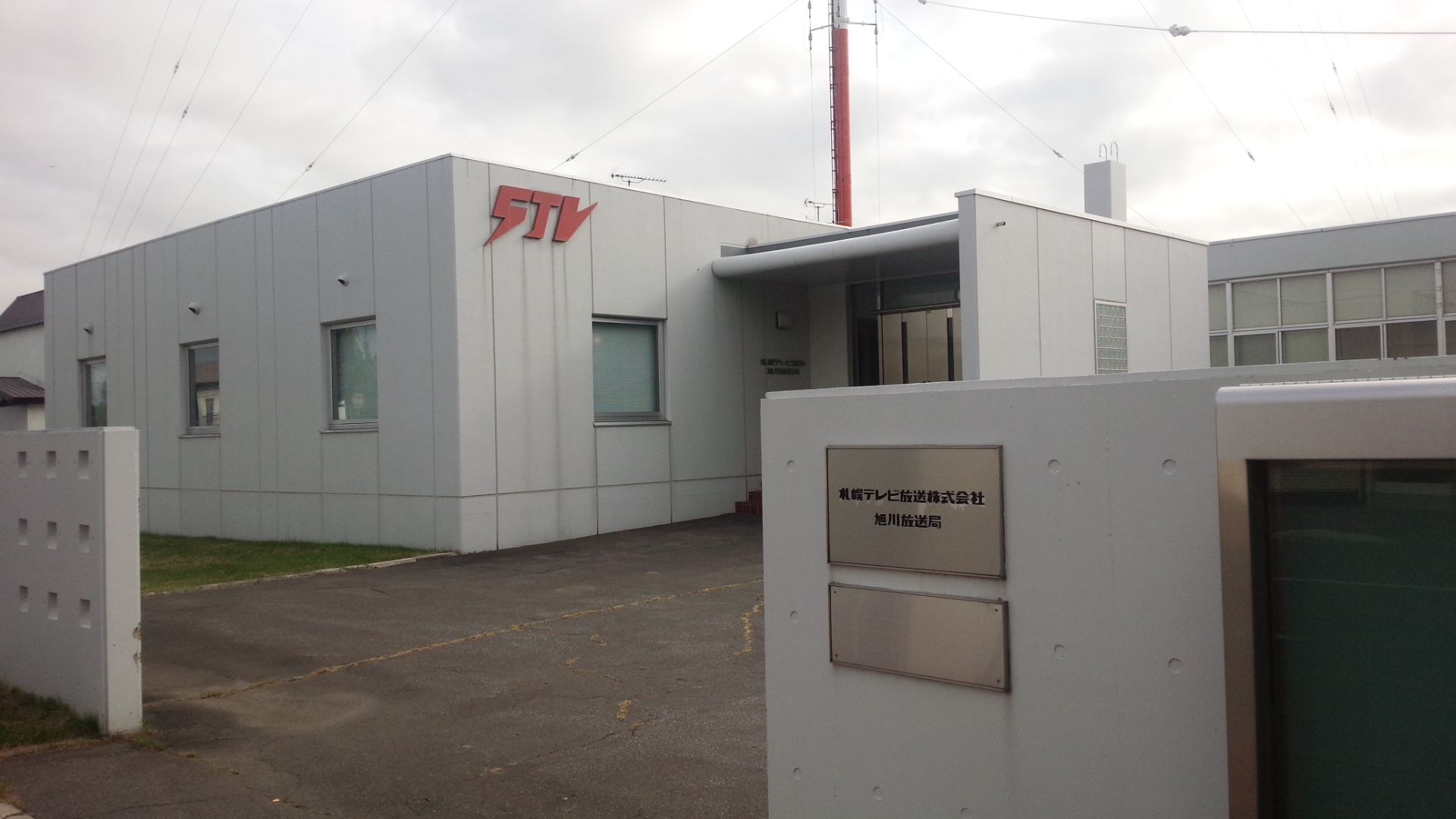
旭川放送局

放送エリア：空知総合振興局（北部）・上川総合振興局全域・留萌振興局全域・宗谷総合振興局全域
- 旭川（送信所：旭川市東旭川町倉沼45-1、旭山）：23ch 1kW

2007年9月7日13:00から試験放送を開始し、2007年10月1日より本放送開始。掲示している社名ロゴは現在のスピカ登場時のもの。
2007年10月1日より放送開始した地上デジタル放送は、TVhを除く民放各局とNHK旭川放送局が共同で旭山に建設したデジタル送信所から放送される。NHK-FM送信所の隣に新設される送信施設の建物は民放各局のみ使用され、NHKは現行のFM放送送信施設をそのまま使用。送信鉄塔はTVhを除く民放各局とNHK旭川放送局が共同で使用する。送信アンテナはNHK使用分と民放使用分の2つに分かれる。
アナログ放送には、「JOKY-TV」のコールサインが付与されていた。
中継局
- 旭川台場：42ch 1W
- 深川：51ch 10W
- 幌加内：51ch 0.3W
- 富良野：18ch 10W
- 富良野麓郷：18ch 1W
- 富良野東山：43ch 1W
- 空知金山：43ch 1W
- 上富良野：32ch 0.3W
- 南富良野幾寅：43ch 1W
- 占冠：20ch 1W
- 上川：32ch 5W
- 上士別：23ch 3W
- 士別温根別：47ch 0.3W
- 和寒：36ch 3W
- 和寒西和：46ch 0.01W
- 名寄：32ch 200W
- 留萌：32ch 10W
- 小平：23ch 1W
- 小平本町：22ch 0.01W（垂直偏波）
- 小平港：18ch 0.01W
- 羽幌：18ch 10W
- 苫前：18ch 0.1W
- 幌延：23ch 0.1W
- 稚内：32ch 20W
- 西稚内：32ch 0.3W
- 北稚内：32ch 0.1W
- 稚内上勇知：32ch 0.01W
- 抜海：36ch 0.01W
- 中頓別：36ch 100W
- 枝幸：18ch 5W
- 利尻仙法志：32ch 1W
- 礼文：37ch 3W[注 16]
- 礼文船泊：32ch 0.3W

#### 函館放送局

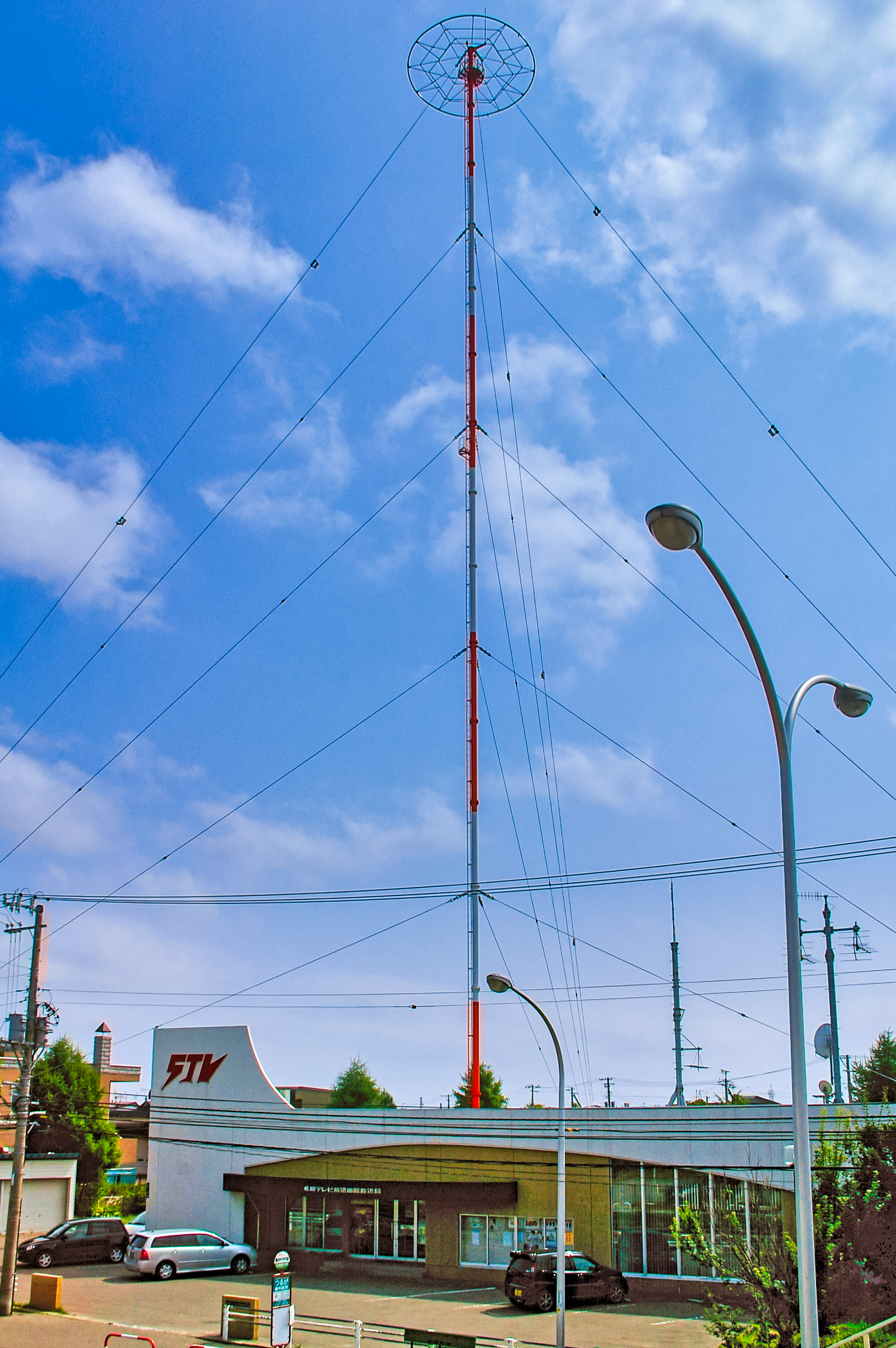
札幌テレビ放送函館放送局

放送エリア：渡島総合振興局全域・檜山振興局全域
- 函館（送信所：函館山）：15ch 1kW

函館送信所と福島中継局から放送される電波は、青森県の一部でも受信可能（函館送信所は大間町周辺、福島中継局は中泊町小泊周辺）。
地上デジタル放送は既存の送信施設をそのまま使用（送信アンテナのみ新設）し、2007年10月1日より放送開始した。UHF波を使用するため、HTB・UHB・TVhと同様に指向性がかけられた。これは他局の地上デジタル放送でも同様である。
アナログ放送には、当初「JOKZ-TV」のコールサインが付与され、昭和50年代後半から「JOMY-TV」に変更となった。
函館蛾眉野中継局は、2013年1月より蛾眉野地区テレビ受信組合によるギャップフィラーでの送信を開始したことにより廃止された。
中継局
- 七飯大沼：30ch 3W
- 福島：43ch 1W
- 福島白符：15ch 1W
- 江差：16ch 10W
- 江差新栄：30ch 0.1W
- 江差円山：30ch 0.05W
- 江差鰔川：49ch 0.01W
- 松前：15ch 1W
- 知内小谷石：37ch 0.01W
- 厚沢部：36ch 1W
- 北桧山（せたな町北桧山区）：43ch 10W
- 奥尻大成 （せたな町大成区）：15ch 10W

#### 苫小牧・室蘭放送局
放送エリア：胆振総合振興局（西部）
- 室蘭（送信所：測量山）：22ch 1kW

デジタル送信所はTVhを除く民放各局が共同で測量山（旧HBCアナログ送信所隣）に新設、2007年10月1日より放送開始した。掲示している社名ロゴは現在のスピカ登場時のもの。
アナログ放送には、「JOLY-TV」のコールサインが付与されていた。
中継局
- 室蘭陣屋：21ch 0.01W（垂直偏波）
- 室蘭輪西：28ch 1W
- 室蘭母恋：25ch 0.3W
- 室蘭知利別：25ch 0.3W
- 登別：25ch 1W
- 登別東：42ch 0.01W
- 幌別：25ch 0.3W（垂直偏波）
- 鷲別：28ch 0.1W（垂直偏波）
- 苫小牧：45ch 10W
- 苫小牧宮の森：46ch 0.01W
- 洞爺：49ch 1W
- 北洞爺：32ch 0.05W
- 壮瞥：49ch 0.3W
- 壮瞥滝之町：21ch 0.01W
- 豊浦：21ch 1W
- 浦河：28ch 50W[注 18]
- 浦河柏：48ch 0.01W
- 様似：38ch 1W
- 西様似：49ch 0.3W
- 静内：31ch 10W
- 平取：46ch 1W
- 平取振内：28ch 3W
- 日高：31ch 0.3W
- 日高銀嶺：32ch 0.1W
- えりも：33ch 1W
- えりも庶野：28ch 0.3W
- えりも沢町：21ch 0.01W
- 三石本町：40ch 0.3W[注 19]

#### 帯広放送局
放送エリア：十勝総合振興局全域
- 帯広（送信所：河東郡音更町十勝川温泉（十勝ヶ丘））：21ch 1kW

送信所はTVhと共同使用。地上デジタル放送は既存の自社送信施設をそのまま使用し、2007年10月1日より放送開始した。掲示している社名ロゴはTVhが相乗りするまでは1959年開局時のもの（正式ロゴ）を使用していたが、それ以降は現在のスピカ登場時のものに変わった。
アナログ放送には、「JOWL-TV」のコールサインが付与されていた。
中継局
- 新得：42ch 0.3W
- 足寄：22ch 3W
- 本別：37ch 1W
- 本別本別沢：45ch 0.01W
- 陸別：21ch 3W
- 広尾：22ch 10W
- 広尾丸山：44ch 0.01W
- 幕別忠類：44ch 1W
- 豊頃茂岩：44ch 0.01W
- 浦幌厚内：37ch 0.01W

#### 北見放送局
放送エリア：オホーツク総合振興局全域
- 網走（送信所：天都山）：16ch 1kW

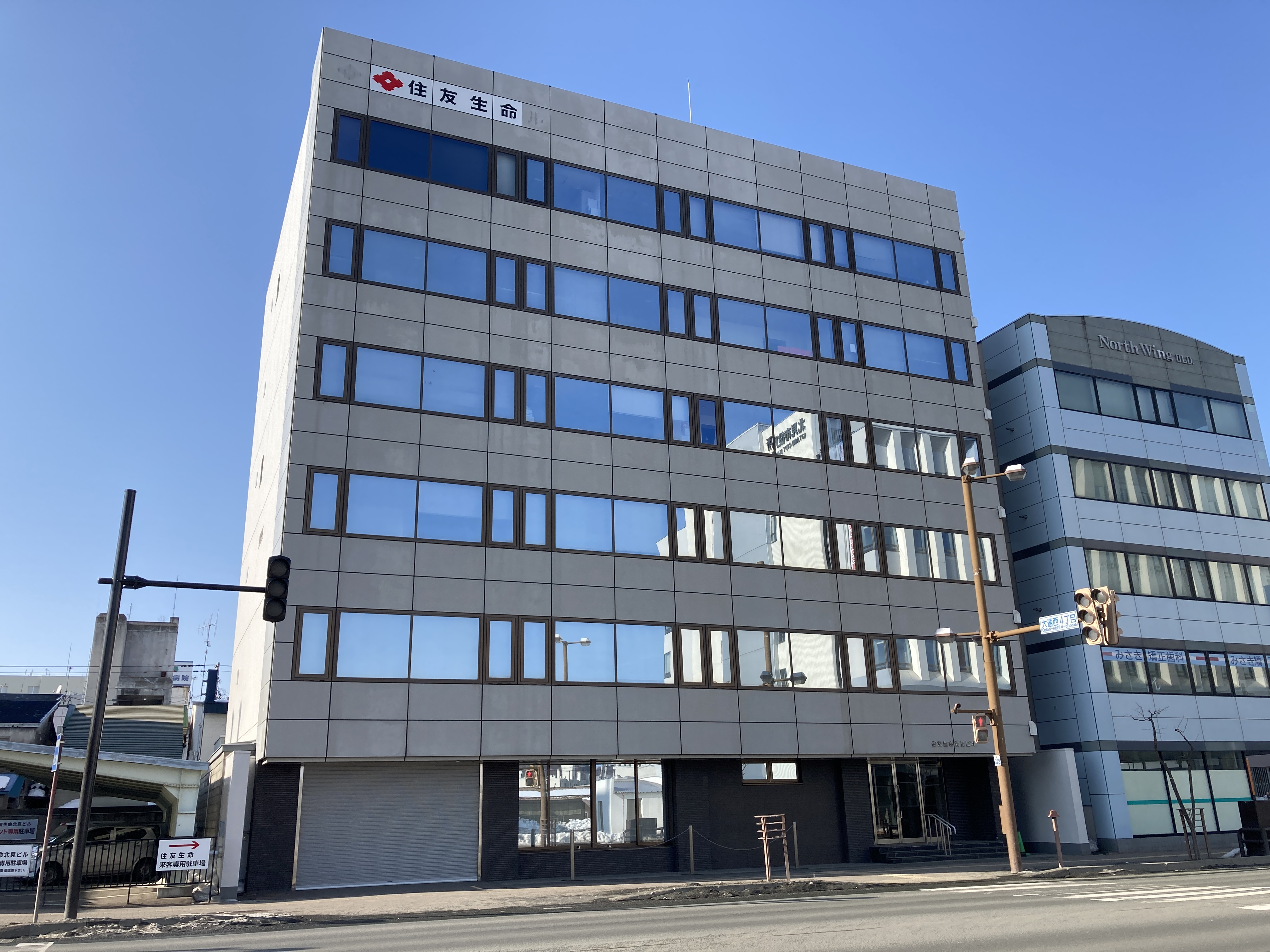
北見放送局（住友生命北見ビル内）

デジタル送信所はHTB・TVhと共同使用、2007年10月1日より放送開始。掲示している社名ロゴは1959年開局時（正式ロゴ）のもの。2022年4月1日に廃止され、旭川放送局に業務を移管された。
アナログ放送には、「JOVX-TV」のコールサインが付与されていた。
中継局
- 網走新町：41ch 0.01W
- 北見：29ch 50W[注 22]
- 留辺蘂：39ch 1W
- 北見若葉：51ch 0.01W
- 北見仁頃：42ch 1W
- 常呂：39ch 0.01W（垂直偏波）
- 置戸：39ch 0.3W
- 訓子府：51ch 0.1W
- 津別：29ch 0.3W
- 遠軽：29ch 10W
- 遠軽丸瀬布：44ch 3W
- 佐呂間：29ch 1W
- 佐呂間知来：29ch 1W
- 佐呂間若佐：16ch 0.3W
- 紋別：29ch 10W
- 滝上：16ch 5W
- 興部：28ch 0.3W

#### 釧路放送局

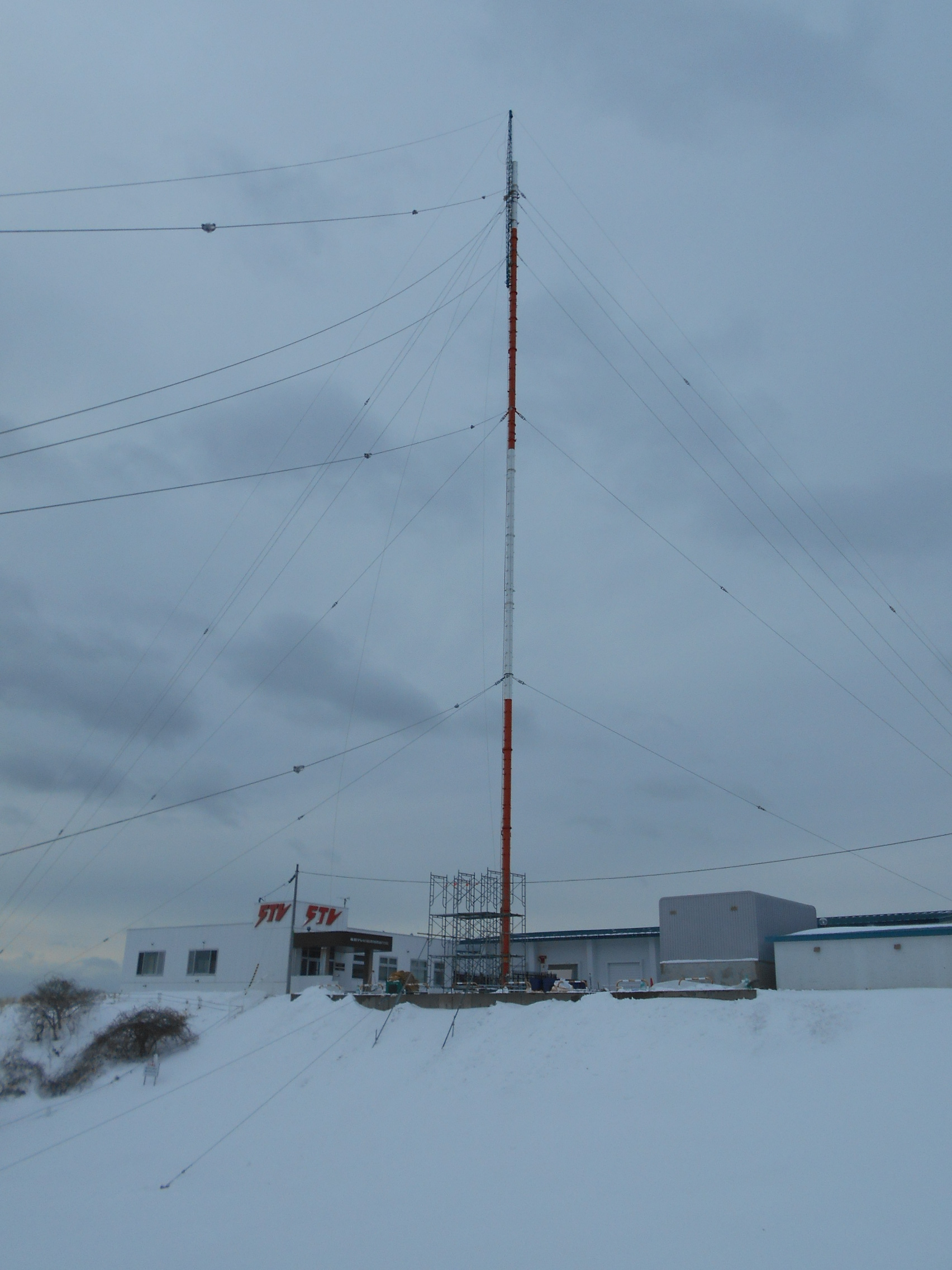
札幌テレビ放送釧路放送局

放送エリア：釧路総合振興局全域・根室振興局全域
- 釧路（送信所：釧路市春採8丁目）：31ch 1kW

地上デジタル放送は、2007年8月28日より試験サービス放送を開始 2007年10月1日より放送開始した。
デジタル送信所は、アナログ未開局のTVhを除く各局が共同で新設した（「STV」のロゴデザインは現在のスピカ登場時のもの）。鉄塔・UHF送信アンテナは後から開局したTVhを含めて共同使用しているが、局舎は別途建設されたTVhを除く各局で共同使用している。
アナログ放送には、「JOSY-TV」のコールサインが付与されていた。
中継局
- 阿寒：21ch 1W
- 阿寒湖畔：48ch 0.3W
- 布伏内：20ch 0.01W
- 白糠：46ch 0.1W
- 弟子屈：21ch 1W
- 弟子屈川湯：32ch 0.3W
- 霧多布：21ch 1W
- 根室：38ch 50W
- 根室花咲：18ch 0.1W
- 中標津：30ch 200W[注 23]
- 中標津西町：49ch 0.019W
- 標茶ルルラン：14ch 0.3W
- 羅臼：31ch 1W
- 羅臼緑町：46ch 0.01W

## 音声多重放送・字幕放送
アナログ放送での音声多重放送は、札幌放送局を中心とする道央圏でのみ実施されていた。これは放送対象地域が広大なことに加え、NTTの道内中継回線（全道ライン）設備が手薄だったうえ、料金が非常に高額だったこと、さらに冬期の送信所設備の維持管理にコストがかかることが理由とされていた。
道内各地区で地上デジタル放送を開始した2007年10月1日から、放送対象地域内全域で音声多重放送が実施された。
音声多重放送（2か国語放送）マークの表示は自社送出である。以前はネット番組のみ、制作局が送出した。
字幕放送は、回線使用料の負担を現状維持できることから、全道で受信可能。
自社制作番組以外の自社送出番組のうち、字幕放送に対応しているのは「それいけ!アンパンマン」程度で、他の時差ネット番組では一部の番組を除いて非対応である。
地上デジタル放送の各基幹局への道内回線では、北海道総合通信網（HOTnet）所有の光ファイバー回線が使用されている。そのため回線使用料は、従来のマイクロ波に比べて割安となっている。これは他の道内民放テレビ各局も同様である。また、ハイビジョン撮影されたニュース映像の伝送にも、この回線を使用できる。一方、NHKの道内中継回線は、NTTの光ファイバー回線を使用している。
深夜から早朝にかけ、フィラーとして「日テレNEWS24（旧・NNN24）」をCSと同時放送しており、全道で終夜放送を行っている。
- 2004年8月以降はコスト削減のため、道央圏以外の地域へ向けた全道ラインが完全デジタル化されるまでの期間は、日テレNEWS24の時間に限り、HOTnet所有の回線（専用線デジタル伝送方式）を使用していた。当時通常使用していたNTTとの回線切り替えの際、一瞬ノイズが入ることがあったが、のちにHOTnetに1本化されてから、この状態はなくなった。

地上デジタル放送開始後はプロ野球中継を中心に音声多重放送で製作・放送されるようになった。

## 主なテレビ番組

### 自社制作番組
報道・情報
- どさんこワイド朝（月曜 - 金曜 5:00 - 6:54、7:40 - 7:55、『NNN NEWS ZIP!』を内包）※データ放送
- STVストレイトニュース（月曜 - 木曜 11:00 - 11:55、金曜 11:30 - 11:55、『NNNストレイトニュース』を内包）※『NNNストレイトニュース』放送中のみ字幕放送
- どさんこワイド179（月曜 - 金曜 15:48 - 19:00、『news every.』を内包）※データ放送・『news every.』放送中のみ字幕放送
- Mylist（火曜、水曜、木曜 0:54 - 0:59（月曜、火曜、水曜深夜））
- シアターS（金曜 0:59 - 1:29（木曜深夜））
- どさんこWEEKEND（土曜 9:25 - 10:25）
- DOSANKO BUSINESS NEWS プレミア!（土曜 16:55 - 17:00）
- my face 挑戦者の肖像（毎月第1日曜 11:25 - 11:30）
- Pちゃんねる（毎月第3・第5日曜 11:25 - 11:30）
- どさんこワイドにちようび （日曜 12:35 - 13:30）

バラエティ
- 1×8いこうよ!（日曜 16:55 - 17:25、再放送：日曜（土曜深夜） 2:05 - 2:35 道外の一部地上波局とBS松竹東急でもネット）
- 道産人間オズブラウン（日曜 23:25 - 23:55）

スポーツ
- KICKOFF! HOKKAIDO（土曜 11:40 - 11:55）
- ファイト!Fighters（土曜 22:57 - 23:00）

通販番組
- 情熱市場（月曜 - 木曜 10:25 - 10:30）
- どさんこ市場（金曜 10:55 - 11:25）

番宣・自己批評
- ハイ!STVです（毎月第2日曜 5:35 - 5:45）※字幕放送

#### 特別番組・不定期番組など
- 冬の釧路&根室は魚がうまい!～海の幸ショッピング～（毎年12月に一部地域で放送）
- GO!GO!ファイターズ
  - 北海道日本ハムファイターズ戦中継。2022年から一部の試合をBS日テレにも同時ネット（BS日テレでは全国放送・地上波関東ローカルと同様の『DRAMATIC BASEBALL（西暦）』のタイトルとなり、日本テレビからもディレクター・プロデューサーが参加）で放送し、プレゼント企画についてはBS日テレでの視聴者も応募可能としている。
  - テーマ曲についてはBS日テレへのネット時もローカル放送時のもの（2025年は『ビターバカンス』〈Mrs. GREEN APPLE〉）[93]を使用している。
  - 対広島東洋カープ戦は広島テレビが同時ネットを、対阪神タイガース戦は、読売テレビが別制作をしたことがある。
  - ビジターゲームについては、地元局からの同時ネット（解説者・リポーターと制作スタッフを派遣する場合あり）か、独自制作かが随時異なる。
- GO!GO!コンサドーレ
  - Jリーグ・北海道コンサドーレ札幌のホームゲーム中継。
- GO!GO!レバンガ
  - Bリーグ・レバンガ北海道のホームゲーム中継。
- 夢プロジェクトほっかいどう（不定期）
- 熱狂!YOSAKOI 絶叫!!ソーラン（毎年6月中旬）
  - YOSAKOIソーラン祭りの模様を多元生中継で放送。道内の放送局では最長の放送時間。
  - 系列局向けに、1時間にまとめたダイジェスト版も制作している。
- ANAオープンゴルフトーナメント（毎年9月放送）
- STVカップ国際スキージャンプ競技大会（毎年1月放送）
- FISワールドカップジャンプ・札幌大会

#### 市民ニュース
毎週土曜日に放送。各局別ローカル放送となっている。なお、2010年6月からは、デジタル放送でも地域別差し替え放送を開始した（前述。また地上デジタル放送のEPGでは、札幌地区の番組名で表示される）。
- 10:25 - 10:30
  - 札幌地区：「小樽フラッシュニュース」
  - 釧路地区、帯広地区：「TV Seeds」
  - 函館地区、苫小牧・室蘭地区：「道南スケッチ」
  - 旭川地区、北見地区：「稚内市民ニュース」（札幌映像プロダクションと旭川ケーブルテレビ「ポテト」の共同制作[注 31]）
    - かつては終了後にフィラー映像として、旭山動物園敷地内を撮影した映像が流れていた（旭川市民ニュースも同様）。
- 11:35 - 11:40
  - 札幌地区、帯広・釧路地区：「札幌ふるさと再発見」
  - 函館地区、苫小牧・室蘭地区：「函館市民ニュース」（アウルビジョン制作）
  - 旭川地区、北見地区：「旭川市民ニュース」
    - 旭川市の公式サイト内「あさひかわの広報番組」からも視聴可能（視聴できる期間は当初は1週間のみだったが、現在は初回放送日から4週間で、過去に放送された3週分の視聴も可能となっている）。かつてはキャスターが顔出しで放送していたが、現在は取材VTRとナレーションのみの構成で放送している（稚内市民ニュースも同様）。

かつては、毎週月 - 土曜日（年末年始を除く）の11:50 - 11:55に、「月：函館、火：帯広、水：札幌、木：苫小牧、金：釧路、土：旭川」のパターンで放送されていた。また、 釧路地区・帯広地区では、「Seeds cafe」が放送されていた。

### 日本テレビ系列制作の遅れネット番組
制作局の表記のない番組は日本テレビ制作。
- オードリーさん、ぜひ会ってほしい人がいるんです。（火曜 1:29 - 1:59（月曜深夜）、中京テレビ制作）
- 太田上田（水曜 0:59 - 1:24（火曜深夜）、中京テレビ制作）
- ダウンタウンのガキの使いやあらへんで!（木曜 0時59分 - 1時29分（水曜深夜））
- にけつッ!!（日曜 1:35 - 2:05（土曜深夜）、読売テレビ制作）
- 24時間テレビチャリティー・リポート（土曜 4:24 - 4:29）
- 今田耕司のネタバレMTG（土曜 13:00 - 14:00、読売テレビ制作）
- 浜ちゃんが!（日曜 0:55 - 1:25（土曜深夜）、読売テレビ制作）
- 遠くへ行きたい（日曜 5:45 - 6:15、読売テレビ制作）[注 34]
- それいけ!アンパンマン（日曜 6:30 - 7:00）※字幕・解説放送

### その他の番組
- バツウケテイナーR（水曜 1:24 - 1:54（火曜深夜）、サンテレビ制作）
- 関内デビル（水曜 1:54 - 2:24（火曜深夜）、テレビ神奈川制作）
- それゆけ!大宮セブン（土曜 2:31 - 3:01（金曜深夜）、テレビ埼玉・BSよしもと制作）

### プロ野球中継
日本テレビの系列局として長らく巨人戦の中継を放送しており、「巨人戦札幌シリーズ」も札幌テレビと日本テレビのアナウンサーのどちらかが実況を務め、全国ネットで放送していた。以前は札幌円山球場より生中継していたが、照明設備が無いため平日のデーゲームとなっていた。2001年以降は札幌ドームでナイター開催されており、通常のナイター放送枠内で放送していた。
2004年より日本ハムファイターズが本拠地を北海道へ移転し、北海道に初のプロ野球チームが誕生。他局が早々とファイターズ中心の放送体制に移行していったのに対し、札幌テレビのみ「ファイターズもいいけど巨人もね!」と銘打って巨人戦中心の姿勢を維持していた。
しかし、新庄剛志や小笠原道大などのスター選手の活躍や移転3年目の2006年にリーグ優勝・日本一を達成したことによりファイターズの人気が北海道でも定着し始めたことに加え巨人戦の視聴率も低迷していたことから、徐々にファイターズ中心の中継体制へと移行していった。
- 2005年・2006年は「Liveファイターズ」として、巨人戦中継の合間に札幌テレビのスタジオからアナウンサーが試合速報を挿入する方式でファイターズ戦の放送を開始。
- 2007年は「ぞっこん!ファイターズ」として、札幌テレビとして初めて巨人戦のテレビ中継差し替えを行った。
- 2008年は北海道のテレビ局では初めてとなる3連戦シリーズ連続中継を行った。
- 2009年以降は地上波での巨人戦の中継がない日でもナイトゲームによる差し替え放送を行うようになり、平日の場合19・20時台の番組は土・日の昼間の放送枠で時差放送される。

2006年までは解説者も少なく、札幌ドームでの主催試合が中心だったが、2007年度以降は解説者を増員し、ビジターの試合にも積極的に自社スタッフを送り込んで中継を行っている。
なお、在札民放テレビ局で唯一日本シリーズにおけるファイターズホーム開催試合の中継経験がない一方で、ファイターズが進出した2009年（11月3日の第3戦・11月4日の第4戦・11月5日の第5戦）・2012年（10月27日の第1戦・10月28日の第2戦・11月3日の第6戦）の対巨人戦と2016年（10月29日の第6戦）の対広島戦のビジター開催を放送した（何れも日本テレビ主導制作で放送し、後者は広島テレビと共に制作協力で参加）実績があり、日本ハムが2016年に日本一を決めた試合の札幌地区での平均視聴率は50.8%を、瞬間最高視聴率は66.5%を各々記録している。

## 過去に放送されたテレビ番組

### 自社制作番組
- 栗原玲児・土曜焦点[98]
- 2時のワイドショー[99]
- ふれあい広場・サンデー九[99]
- 日高晤郎のスーパーサンデー
- 熱烈!ホットサンド!
- ジョシスタ あいく的
- 札幌国際ハーフマラソン
- ハッピーおとどけ隊
- 真夜中のイイね♡
- ハレバレティモンディ
- ブギウギ専務
- 最後の航海－ある甲板長の退職（札幌テレビ創立25周年・日本テレビ開局30年記念番組として、1983年12月14日に『水曜ロードショー・特別企画ドラマ』として全国ネット放送）

### ネット番組
記述した番組以外にも放送されているものがある。

#### テレビ東京系
TVh開局までのもの。
- ドン・チャック物語（第1期は金曜 17:00 - 17:30にキー局より1日先行放送[100]、第2期は日曜 8:00 - 8:30に放送[101]）
- 忍者キャプター（土曜 17:00 - 17:30[102]）
- グロイザーX（金曜 17:00 - 17:30[101]）
- 快傑ズバット（土曜 17:00 - 17:30[101]）
- 演歌の花道（1978年11月25日から1980年3月29日まで土曜 12:00 - 12:30に放送[103]）
- ワールドビッグテニス（1983年10月1日から1985年3月30日まで土曜 18:00 - 18:30に放送[104]）
- みんな元気に!健康クイズ（土曜 8:00 - 8:15[105]。フジテレビ版の『みんな楽しく!健康クイズ』についてはUHBで放送[106]）
- アニメ親子劇場（1981年10月30日 - 1982年3月26日は金曜 18:00 - 18:30、1982年4月3日 - 5月1日は土曜 18:00 - 18:30に放送[107]）
- トンデラハウスの大冒険（土曜 18:00 - 18:30[108]）
- サイボットロボッチ（1982年10月21日 - 12月23日は木曜 17:00 - 17:30、1982年12月29日のみ水曜 17:00 - 17:30、1983年1月14日 - 3月25日は金曜 17:00 - 17:30、1983年4月3日 - 7月24日は日曜 8:30 - 9:00に放送[109]）
- ゴルフ 尾崎兄弟・飯合に挑戦!!（1983年4月9日（8日深夜）より土曜 0:25 - 0:55（金曜深夜）に放送。同年10月1日（9月30日深夜）で打ち切り[110]）
- パソコントラベル探偵団（1983年5月14日 - 6月25日は土曜 18:00 - 18:30、1983年7月5日 - 11月8日は火曜 17:00 - 17:30に放送[111]）
- サイコアーマー ゴーバリアン（日曜 8:30 - 9:00[112]）
- マシンロボ クロノスの大逆襲（土曜 7:00 - 7:30[113]）
- マシンロボ ぶっちぎりバトルハッカーズ（土曜 7:00 - 7:30[114]）
- 高橋名人の面白ランド（1987年1月11日 - 3月29日は日曜 7:30 - 7:55、1987年4月4日 - 9月26日は土曜 18:00 - 18:25に放送[115]）
- 冒険!テレビ遊び塾（土曜 18:00 - 18:30[116]）
- さきどり!PC遊び塾（土曜 18:00 - 18:25[117]）
- パソコンサンデー（テレビ大阪製作。1982年7月5日（4日深夜）から1983年6月27日（26日深夜）まで月曜 0:25 - 0:55（日曜深夜）に放送[注 36][118]。1983年7月4日（3日深夜）にHBCに移行するも1985年6月30日で打ち切り[119]）
- タイム・アイ（TVh開局後もしばらくの間放送していた）
- ヤンヤン歌うスタジオ
- 歌え!アイドルどーむ
- おもわずビデカラこんばんわ
- われら釣り天狗

TVh開局後のもの。
- ミスター味っ子（当初ネットしていたUHBが途中打ち切りとなったためSTVで全話完全放送された）

#### フジテレビ系
☆印がついているものはフジテレビと同時ネットの番組
- スター千一夜（1961年10月にHBCから移行。1961年10月から1965年4月まで開始当初は土曜 21:45 - 22:00、日曜 18:15 - 18:30、1961年11月は金曜・土曜 21:45 - 22:00、日曜 18:15 - 18:30、1961年12月 - 1962年3月は金曜・土曜 21:45 - 22:00、1962年4月は水曜・金曜・土曜 21:45 - 22:00、1962年5月 - 9月は火曜・水曜・木曜 21:30 - 21:45、1962年10月 - 1963年5月は月曜・金曜 21:45 - 22:00、1963年6月 - 9月は月曜・水曜・金曜 21:45 - 22:00、1963年10月 - 1965年4月は金曜・日曜 22:15 - 22:30[120]）
- ☆3時のあなた（UHB開局後も1972年4月3日 - 12月29日はUHBと並列放送[121]。1973年1月からはUHBに一本化）
- ☆夜のゴールデンショー[122]
- カバトット（開始当初は月曜 - 土曜 17:30 - 17:35[123]、1972年4月4日以降は月曜 - 金曜 16:56 - 17:00に放送[124]）
- ザ・ヒットパレード（1960年3月4日 - 6月3日は金曜 22:00 - 22:30、1960年6月9日 - 7月7日は木曜 22:00 - 22:30に放送。中断期間中は1963年1月13日 - 1965年2月28日の間にHBCでも放送された時期があったが[125]、1966年10月4日にSTVに再移行し☆で再開。1969年10月11日 - 1970年1月10日は土曜 13:30 - 14:00に遅れネットで放送された時期あり[126]）
- ☆キンカン素人民謡名人戦（1964年4月にHBCから移行。1964年4月から1972年12月30日まで放送[127]）
- ズバリ!当てましょう（第1期のみ、1963年3月17日から1972年2月13日まで日曜 12:15 - 12:45に放送[128]。第2期はUHBにて放送）→クイズの王様（日曜 12:15 - 12:45。UHB開局後も1972年12月31日まで放送[121]）
- 銭形平次 - 水曜22:00から放送[129]。
- ☆フジテレビ系火曜19時タツノコプロアニメ枠 - 『昆虫物語 みなしごハッチ』[130][注 37]→『樫の木モック』[131]
- 鉄腕アトム（第1作）[注 38]（1963年1月10日 - 2月7日は木曜 12:15 - 12:45、1963年2月10日 - 10月27日は日曜 9:15 - 9:45、1963年11月3日 - 1967年1月1日は日曜 9:00 - 9:30に放送[132]）→悟空の大冒険（日曜 9:00 - 9:30[133]）
- 仙人部落（木曜 22:15 - 22:30[134]）
- ライオン奥様劇場 - 日本テレビ系の『お昼のワイドショー』を同時ネットしていたため、14:30より放送。末期は14:00から放送（STVでの最終作品は「ガラスの階段」[135]）。
- ☆宇宙エース[136]
- W3（月曜 18:15 - 18:45[137]）
- ジャングル大帝→ジャングル大帝 進めレオ!（開始当初は月曜 19:00 - 19:30に放送、1966年4月以降は同時ネットに移行された[138]）
- マグマ大使（月曜 18:00 - 18:30[133]）
- ☆ロボタン（第1作）[139]（1986年度の第2作もSTVにて放送[140]）
- リボンの騎士（火曜 18:00 - 18:30[129]）
- 若さで歌おう ヤアヤアヤング!（月曜 19:00 - 19:30[141]）
- ☆仮面の忍者 赤影[142]（関西テレビ制作、1967年度のドラマ版。1987年度のアニメ版もSTVにて放送）
- ☆ドンキッコ[129]
- ちびっこ怪獣ヤダモン（日曜 10:30 - 11:00[142]）
- 怪獣王子（月曜 18:00 - 18:30[142]）→アニマル1（月曜 18:00 - 18:30[143]）
- ゲゲゲの鬼太郎（第1作は木曜 18:00 - 18:30[144]、第2作は☆[131]。第2作の26話以降と第3作以降はいずれもUHBにて放送）
- ☆ドカチン[144]
- 男はつらいよ（月曜 22:00 - 22:45[144]）
- ☆せっかちネエヤ[144]
- 妖怪人間ベム（1968年度のアニメ版、月曜 18:00 - 18:30[144]。2011年度のドラマ版もSTVにて放送）
- ☆夜のヒットスタジオ（1969年10月6日[145]から1972年3月27日[131]まで）
- ☆象印スター対抗大乱戦[144]
- 忍風カムイ外伝（火曜 19:30 - 20:00[146]）→サザエさん（1969年10月7日[145]から火曜 19:30 - 20:00に放送。1971年12月28日で打ち切り[147]）
- 唄子・啓助のおもろい夫婦（火曜 0:20 - 0:50（月曜深夜）[131]）
- ☆赤白パネルマッチ[148]
- 日曜18時台前半アニメ枠
  - ハクション大魔王（日曜 8:30 - 9:00[149]・ytv製作の「2020」も、当局で放送。）
  - いなかっぺ大将（金曜 17:00 - 17:30[148]）
- わたしはカモちゃん（1969年10月9日 - 1970年3月26日は木曜 19:30 - 20:00、1970年4月2日のみ木曜 19:00 - 20:00に2話連続して放送[150]）
- アタックNo.1（1969年度のアニメ版、木曜 18:00 - 18:30[148]。2005年度のドラマ版はHTBにて放送）
- クイズ・キングにまかせろ!（土曜 13:30 - 14:00[151]）
- おれの義姉さん（木曜 19:00 - 19:56[152]）
- SOSドキドキクイズ（土曜 13:30 - 14:00[152]）
- ラブラブショー（水曜 22:30 - 23:00[131]）
- 金メダルへのターン!（日曜 9:00 - 9:30[149]）→レモンの天使（日曜 9:00 - 9:30[131]。UHB開局後も最後まで放送）
- 紅い稲妻（土曜 13:30 - 14:00[153]）
- ☆のらくろ[148]
- さすらいの太陽（月曜 19:00 - 19:30[149]）
- ☆コートにかける青春[131]（UHB開局後も最後まで放送）
- ☆国松さまのお通りだい[131]
- ミラーマン（木曜 18:00 - 18:30[131]）
- 木枯し紋次郎（1972年度版、土曜 16:30 - 17:26[131]）
- ☆アイちゃんが行く![154]

#### テレビ朝日系
- 七色仮面（日曜 9:30 - 10:00[155]）
- 象印歌のタイトルマッチ（1961年8月6日から1966年2月27日まで放送。開始当初は日曜 12:45 - 13:15、1963年1月3日 - 1965年1月7日は木曜 18:15 - 18:45、1965年1月17日 - 1966年2月27日は日曜 10:00 - 10:30に放送[156]。1966年3月6日にHBCに移行）
- アラーの使者（日曜 9:30 - 10:00[157]）
- それからの武蔵（MBS制作、1964年度版、月曜 23:00 - 23:30[137]）
- かみなり坊やピッカリ・ビー（MBS制作、月曜 - 金曜 17:00 - 17:30[142]）

#### TBSテレビ系
- まんがはじめて物語（1992年頃[158]の放送）
- まんがどうして物語（1993年頃[159]の放送）
  - 上記2番組は、本放送はHBCのため、再放送扱い。

#### 独立局
- Channel a（tvk制作、その後HTBに移行し番組終了）
- Music B.B.（日音制作、現在はTVhで放送）
- Funny Petsシリーズ（tvk・KBS京都制作）
- 鉄道むすめ（東名阪ネット6制作）
- イッテ♡恋48（tvk・千葉テレビ・テレ玉・サンテレビ・メ～テレ共同制作）
- ウルトラゾーン（tvk・千葉テレビ・テレ玉・サンテレビ・メ～テレ共同制作）
- MUSIC FOCUS（千葉テレビ制作）
- 幼獣マメシバシリーズ（東名阪ネット6・STV・TVQ・とちぎテレビ・ぎふチャン・テレビせとうち共同制作）
- ボビー's スタジアム（テレ玉制作）
- MUSIC LAUNCHER（千葉テレビ制作）
- アイドルパーティー（千葉テレビ制作）
- マネまねSHOW TV〜IT'S SHOW TIME〜（千葉テレビ制作、上記『アイドルパーティー』のネット打ち切りに伴う穴埋めで2016年6月のみ放送）
- いたくろここなのオンとオフ（テレ玉制作）
- 白黒アンジャッシュ（千葉テレビ制作）
- 関内デビル（テレビ神奈川制作）
- 転生したらスライムだった件（BS11制作）[注 39]

#### その他の番組
- 乗り鉄おすすめ!鉄道トラベラーズ（MONDO21・JIC制作）
- KOREA ENTER'24（KNTV制作）
- 行くぞ!30日間世界一周2周目（旅チャンネル制作）
- ホテル・ノスタルジア

## アナウンサー
※ - アナウンス部長経験者（アナウンサー未経験者などは別記）
◎ - 正社員退職後も嘱託・専属契約（札幌映像プロダクションより派遣）しているアナウンサー

### 現在
出典

#### 男性
- 1982年[161] 木村洋二（STVラジオ専務取締役エグゼクティブアナウンサー）
- 1989年[161] 永井公彦※
- 1990年[161] 宮永真幸
- 1993年[161] 福永俊介
- 1998年[161] 吉川典雄
- 2001年[161] 岡崎和久
- 2003年[161] 岡本博憲
- 2005年[161] 藤井孝太郎
- 2014年 木戸聡彦
- 2017年 佐藤宏樹、北本隆雄
- 2023年 宮崎愛瑠
- 2024年 野見山大
- 2025年 瀬賀凜太郎（7月入社。広島ホームテレビから移籍）

#### 女性
- 1994年[161] 内山佳子
- 1998年[161] 熊谷明美
- 2001年 急式裕美（報道局解説委員室、SDGs推進室兼務[162]）
- 2015年 村雨美紀
- 2018年 西尾優希
- 2019年 佐々木美波
- 2020年 兼子真衣、久保明日香
- 2021年 油野純帆
- 2022年 庭野ほのか
- 2025年 五百住有希、竹井愛乃

### 過去
＊は故人。
男性
- 1959年 
  - 清水幹夫※＊（第一声）[163]
  - 青井武保[注 40]
  - 石橋雄哉※[注 41]
  - 佐藤恵一[注 42]
  - 杉本紀夫※[注 43]
  - 山田晃睦※＊
- 1961年 
  - 土肥茂樹
  - 中村瑛司
- 1962年 
  - 斉藤伸一
- 1963年 
  - 青木亮
  - 水野政廣
  - 長南敏雄
  - 小林裕幸※
- 1964年 
  - 巻山晃※◎＊
- 1965年 
  - 枝並國勝[注 44]
  - 大澤宏一
- 1968年 
  - 高野義雄※[注 45]
- 1969年 
  - 笹原嘉弘＊
  - 村上元昭＊[注 46]
- 1970年 
  - 阿久津正行[注 47]
  - 喜瀬浩◎
- 1971年 
  - 工藤浩
- 1972年 
  - 和久井薫※◎
- 1974年 
  - 鈴川秀平
  - 比留間清貴[注 48]
- 1976年 
  - 吉住秀和
- 1977年 
  - 工藤準基※◎
- 1979年 
  - 春日和彦
  - 高島浩一
- 1981年 
  - 加島和裕
- 1982年 
  - 千秋幸雄
- 1984年 
  - 明石英一郎※◎[注 49]
- 1985年 
  - 清水大輔
  - 森中慎也
- 1989年 
  - 河野好信
- 1990年 
  - 萩原隆雄
- 1991年 
  - 小町裕之
- 1993年 
  - 飯島孝彦
- 1995年 
  - 相川聡
  - 老田成臣
- 1996年 
  - 柳澤利幸[注 50]
- 1998年 
  - 横井健一
- 2010年 
  - 小出朗
  - 神谷誠
- 2013年 
  - 工藤聖太
- 2019年
  - 岡田和樹

女性
- 1959年
  - 加山みよ子
  - 金子レイ子
  - 菊地トキ子
  - 桜沢政子
  - 浜野順子
  - 藤森美佐子
- 1961年
  - 石母田由美子
  - 尾形千嘉子
  - 西雅子
  - 宮島和子
  - 山本道子
- 1963年
  - 木村信子
  - 清水祐子
  - 八木沢瑠美
- 1964年
  - 一条京子
  - 鏡原美知子
  - 釜井昌枝
  - 坂本純子
- 1966年 
  - 飯山五玖子
  - 小山田久美子
  - 平栄子
  - 長谷川節子
  - 竹谷英子
  - 山田ひろみ
- 1967年 
  - 香川祥子
  - 谷崎洋子
- 1968年
  - 依田美千子
  - 松田久美子
  - 山崎隆子
  - 吉田妙子
  - 筑間晴美
- 1969年
  - 依田文江
  - 白川和栄
  - 宮本蓉子
  - 山口成子
- 1970年
  - 平山恵美子
  - 暮地雅子
- 1971年
  - 上島道子
  - 野村洋子
- 1972年
  - 稲垣美知子
  - 小林千恵子
  - 林倫子
  - 臼井佳子
- 1973年 
  - 佐野美津子
  - 中沢幸子
  - 塙ひろ子
- 1974年
  - 角幡郁子
  - 只野ひろみ
  - 本間順子
- 1975年 
  - 大出佳子
  - 藤井五月
- 1976年
  - 大谷知子
  - 加藤恵子[161]
  - 林美香子
  - 横田幸子
  - 橋本登代子
- 1977年
  - 堺なおこ
  - 真島圭子
  - 村沢普恵[注 51]
- 1978年
  - 太田芳子
  - 南川則子
  - 柳津享代
- 1979年
  - 飯塚須美子
  - 山本圭子
- 1980年
  - 石田久美子
  - 猶木裕子
  - 宇都宮庸子[注 52]
- 1981年
  - 御代和恵
  - 渡辺里絵
  - 平野美知良
- 1982年
  - 権田裕子
  - 呉藤和子
  - 片山雅子
- 1985年
  - 高野美佐
  - 山上淳子
- 1986年 
  - 今中麻貴
  - 坂本咲子
  - 田中美紀
- 1988年 
  - 織田亮子
  - 本谷節子
  - 小寺郁子[注 53]
- 1989年
  - 谷口祐子
  - 船守小智子
- 1990年[161]
  - 落合美穂
  - 神崎寿美代
  - 高山幸代
- 1991年
  - 神原智己
  - 山本洋子
- 1992年
  - 佐々木律
  - 室田智美
- 1993年
  - 瀬尾和子
- 1994年 
  - 西野嘉良子
- 1995年
  - 吉田眞理子
- 1996年
  - 矢野聖子
  - 鈴木亜紀
- 1998年
  - 中島静佳
- 1999年 
  - 桐田咲智代
  - 吉田理恵（2006年 - 2012年まで活動し、その後同局でも放送されている日テレNEWS24のキャスターを2015年まで務めた元北海道テレビの同名アナウンサーとは別人）
- 2001年
  - 日下部愛
- 2003年
  - 相本幸子
  - 近藤麻智子
- 2005年 
  - 宮田愛子
  - 寺田礼子
  - 藤本晶子
- 2008年 
  - 西森千芳
  - 山藤美智
  - 松下祐貴子
- 2010年
  - 八木菜摘
- 2012年 
  - 松原江里佳
  - 大家彩香
- 2013年
  - 小山悠里
- 2015年 
  - 大慈弥レイ
  - 小笠原舞子
  - 林美玖
- 2018年 
  - 久保朱莉

### 専属契約・嘱託
（過去の正社員アナウンサー以外）
- 奈良愛美
- 川嶋留美

#### 過去（専属契約・嘱託）
- 三好りさ

### 歴代アナウンス部長（アナウンサー出身以外）
- 遠藤光夫（1972年時点。当時は報道制作局次長兼務）[164]
- 広島義之（過去には営業局営業部、大阪支社営業部長、東京支社次長を歴任。1975年時点。同上）
- 所雅彦（1987年頃）
- 菅原浩昭[165]
- 水越克[166][167]

## 関連会社
- STVラジオ
- STV開発センター
- 札幌映像プロダクション